# Contrexéville
Contrexéville [kɔ̃tʁɛksevil]  est une commune française située dans le département des Vosges, en région Grand Est.
Contrexéville est connue principalement comme ville thermale, dont l'eau minérale est commercialisée sous la marque Contrex.

## Géographie

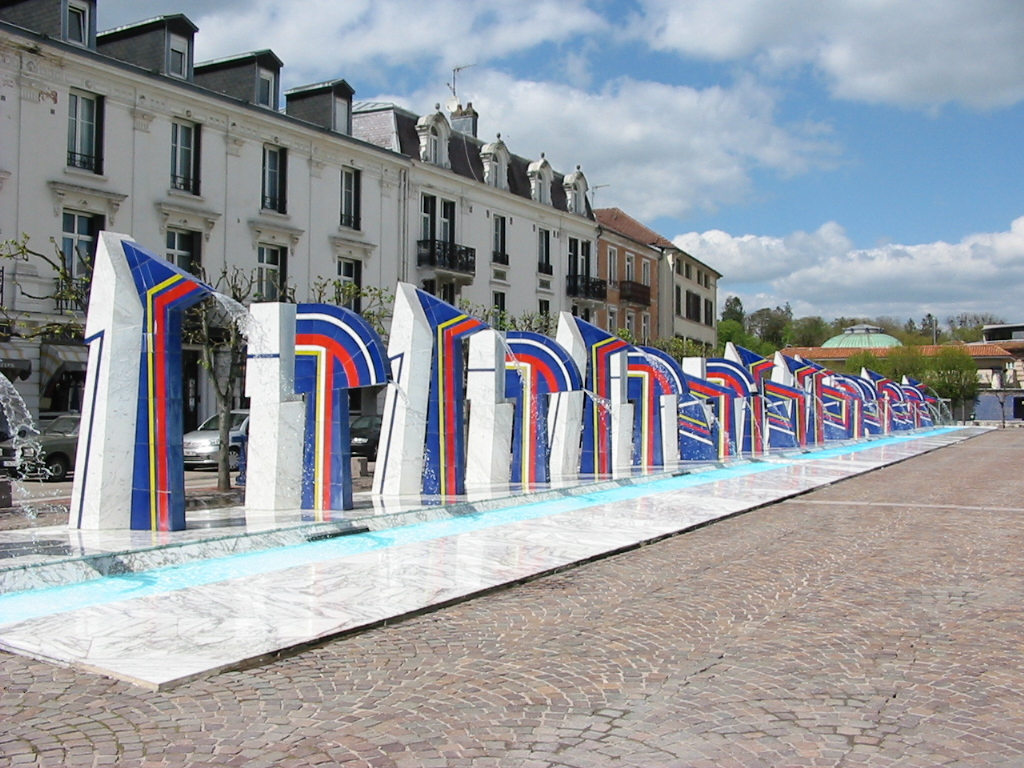
La place des Fontaines.

### Localisation
Contrexéville est une petite ville située dans le Nord-Est de la France, à l'ouest du département des Vosges. Elle est traversée par le Vair. Contrexéville est voisine de Vittel, qui est également une station thermale réputée.

### Lieux-dits et écarts
- Chêne de la Vierge
- la Chaille
- Outrancourt, ancienne commune (88339), absorbée le 1er janvier 1965[1] (arrêté du 22-12-1964)

### Géologie et relief
Contrexéville se trouve dans une région vallonnée en bordure du Plateau lorrain à quelques dizaines de kilomètres du massif des Vosges.
La ville est en partie située au-dessus du bassin houiller keupérien des Vosges.

### Hydrographie et les eaux souterraines
Hydrogéologie et climatologie : Système d’information pour la gestion des eaux souterraines du bassin Rhin-Meuse :
Territoire communal : Occupation du sol (Corinne Land Cover); Cours d'eau (BD Carthage),
Géologie : Carte géologique; Coupes géologiques et techniques,
 Hydrogéologie : Masses d'eau souterraine; BD Lisa; Cartes piézométriques.

#### Réseau hydrographique
La commune est située dans le bassin versant de la Meuse au sein du bassin Rhin-Meuse. Elle est drainée par le Vair, le ruisseau d'Arceau, le ruisseau de Froide Fontaine, le ruisseau de la Chaille et le ruisseau de Suriauville,.
Le Vair, d'une longueur totale de 65,3 km, prend sa source dans la commune de Dombrot-le-Sec et se jette dans la Meuse à Maxey-sur-Meuse, en limite avec Greux, après avoir traversé 23 communes.

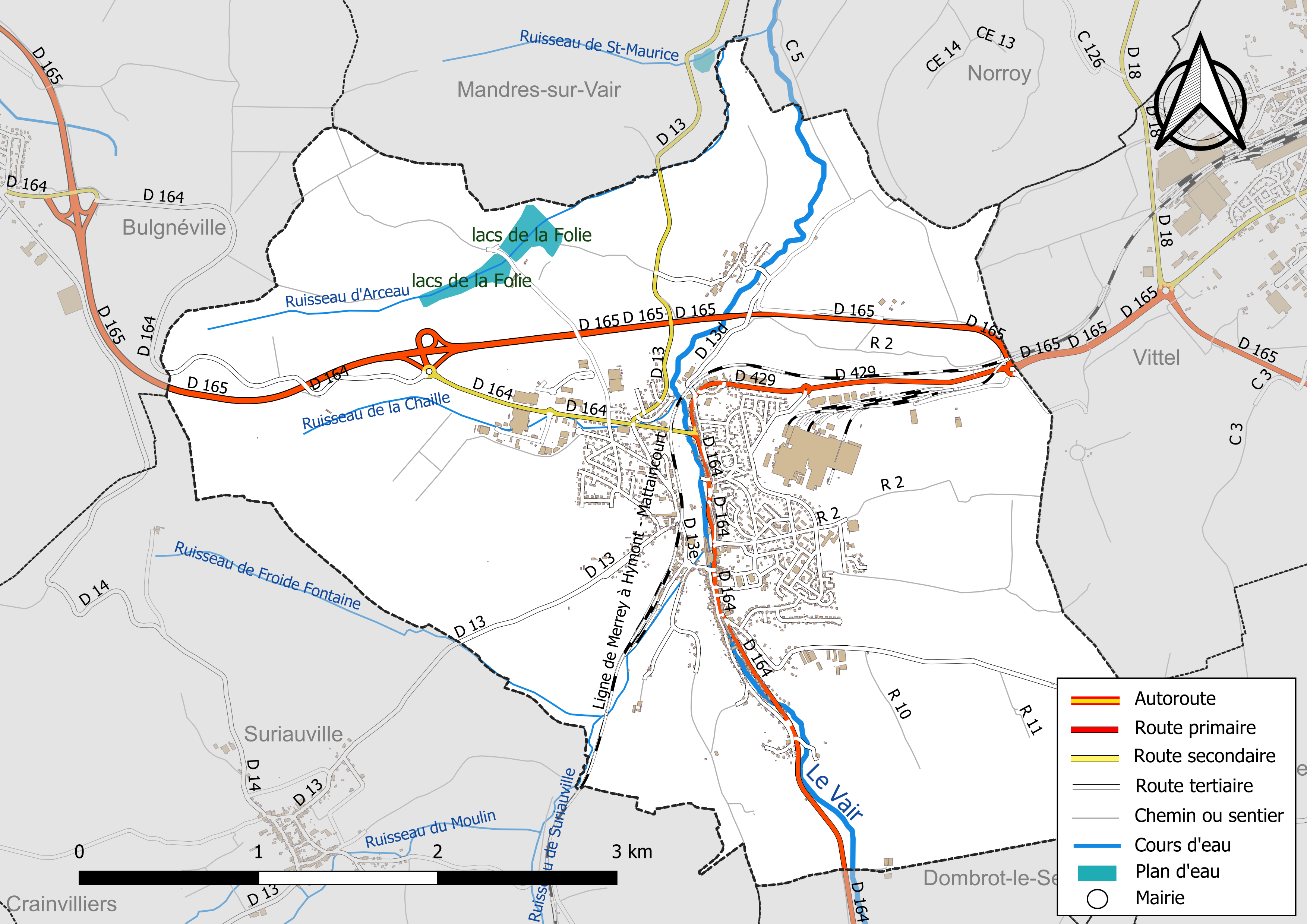
Réseaux hydrographique et routier de Contrexéville.

#### Gestion et qualité des eaux
Le territoire communal est couvert par le schéma d'aménagement et de gestion des eaux (SAGE) « Nappe des Grès du Trias Inférieur ». Ce document de planification, dont le territoire comprend le périmètre de la zone de répartition des eaux de la nappe des Grès du trias inférieur (GTI), d'une superficie de 1 497 km2,  est en cours d'élaboration. L’objectif poursuivi est de stabiliser les niveaux piézométriques de la nappe des GTI et atteindre l'équilibre entre les prélèvements et la capacité de recharge de la nappe. Il doit être cohérent avec les objectifs de qualité définis dans les SDAGE Rhin-Meuse et Rhône-Méditerranée. La structure porteuse de l'élaboration et de la mise en œuvre est le conseil départemental des Vosges.
La qualité des eaux de baignade et des cours d’eau peut être consultée sur un site dédié géré par les agences de l’eau et l’Agence française pour la biodiversité.

### Climat
Pour des articles plus généraux, voir Climat du Grand Est et Climat des Vosges.
En 2010, le climat de la commune est de type climat de montagne, selon une étude du Centre national de la recherche scientifique s'appuyant sur une série de données couvrant la période 1971-2000. En 2020, Météo-France publie une typologie des climats de la France métropolitaine dans laquelle la commune est exposée à un climat océanique altéré et est dans la région climatique  Lorraine, plateau de Langres, Morvan, caractérisée par un hiver rude (1,5 °C), des vents modérés et des brouillards fréquents en automne et hiver. 
Pour la période 1971-2000, la température annuelle moyenne est de 9,4 °C, avec une amplitude thermique annuelle de 17 °C. Le cumul annuel moyen de précipitations est de 930 mm, avec 13 jours de précipitations en janvier et 9,5 jours en juillet. Pour la période 1991-2020, la température moyenne annuelle observée sur la station météorologique de Météo-France la plus proche, « Lignéville », sur la commune de Lignéville à 5 km à vol d'oiseau, est de 10,3 °C et le cumul annuel moyen de précipitations est de 856,3 mm. 
La température maximale relevée sur cette station est de 38,7 °C, atteinte le 25 juillet 2019 ; la température minimale est de −17,5 °C, atteinte le 20 décembre 2009,,. 
Les paramètres climatiques de la commune ont été estimés pour le milieu du siècle (2041-2070) selon différents scénarios d'émission de gaz à effet de serre à partir des nouvelles projections climatiques de référence DRIAS-2020. Ils sont consultables sur un site dédié publié par Météo-France en novembre 2022.

## Urbanisme

### Typologie
Au 1er janvier 2024, Contrexéville est catégorisée bourg rural, selon la nouvelle grille communale de densité à sept niveaux définie par l'Insee en 2022.
Elle appartient à l'unité urbaine de Contrexéville, une unité urbaine monocommunale constituant une ville isolée,. Par ailleurs la commune fait partie de l'aire d'attraction de Vittel - Contrexéville, dont elle est une commune du pôle principal,. Cette aire, qui regroupe 72 communes, est catégorisée dans les aires de moins de 50 000 habitants,.

### Occupation des sols
L'occupation des sols de la commune, telle qu'elle ressort de la base de données européenne d’occupation biophysique des sols Corine Land Cover (CLC), est marquée par l'importance des territoires agricoles (45,2 % en 2018), une proportion sensiblement équivalente à celle de 1990 (45,7 %). La répartition détaillée en 2018 est la suivante : 
prairies (34,1 %), forêts (32,3 %), zones urbanisées (13,1 %), zones agricoles hétérogènes (11 %), zones industrielles ou commerciales et réseaux de communication (9,4 %), terres arables (0,2 %). L'évolution de l’occupation des sols de la commune et de ses infrastructures peut être observée sur les différentes représentations cartographiques du territoire : la carte de Cassini (XVIIIe siècle), la carte d'état-major (1820-1866) et les cartes ou photos aériennes de l'IGN pour la période actuelle (1950 à aujourd'hui).

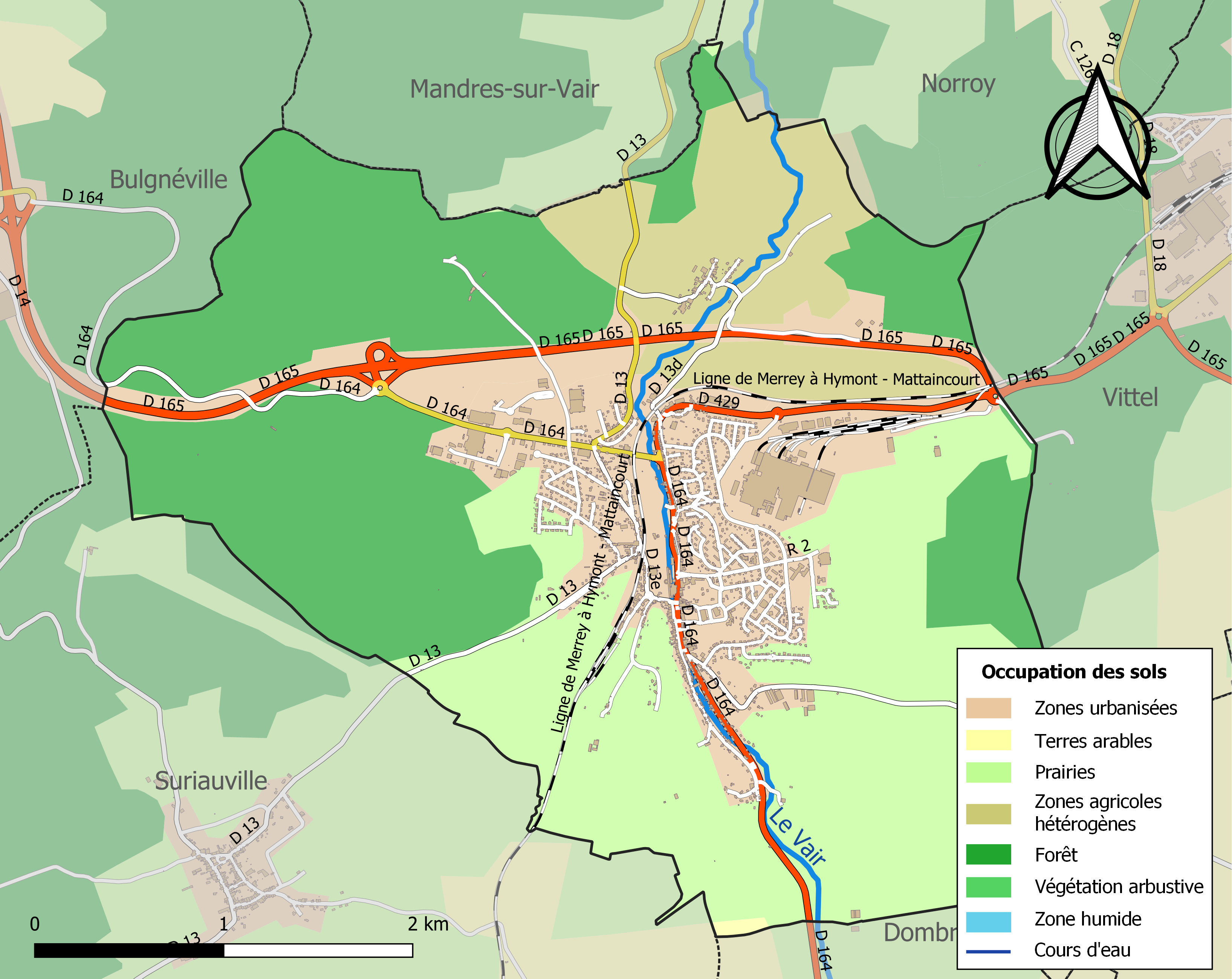
Carte des infrastructures et de l'occupation des sols de la commune en 2018 (CLC).

### Voies de communication et transports

#### Voies routières
Depuis 1984/85, Contrexéville a accès à l'autoroute A31 dont l'échangeur n°9 est situé à 7 km sur la commune de Bulgnéville.
Le contournement de la ville a été inauguré le 25 juin 2005, et se situe entre l'autoroute A31 et Épinal.

#### Transports en commun
- Fluo Grand Est.

##### Lignes SNCF
Contrexéville est sur la ligne ferroviaire à double voie de la ligne de Merrey à Hymont - Mattaincourt inaugurée en 1881. Du fait du mauvais entretien et d'une fréquentation faible, le service voyageurs a été interrompu le 17 décembre 2016. Le trafic voyageurs a repris en avril 2019, à raison d’un train tous les vendredis dans le sens Paris - Vittel et un train tous les dimanches dans le sens Vittel - Paris.

## Toponymie
Le nom de la localité est attesté sous les formes Gundrecivilla (1213) ; Gundrecevile (1231) ; Contreceville (1255) ; Contrecevile (1256) ; Gondreceville (1266) ; Gondreceiville (1312) ; Gondreceville emprez Hageville (1317) ; Gondricevilla (1325) ; Gondrexeville (1326) ; Gondresseville (1383) ; Gondrexevilla (1402) ; Contreceyville (1426) ; Contrexeville (1497).

Initialement de Gundericiacavilla, le nom du village est devenu Gundrecivilla puis Contrexéville après les diverses modifications dues aux contractions linguales. Il s'agit là de formes écrites. La prononciation moderne avec /ks/, calquée erronément sur la graphie actuelle, ne correspond pas à la forme en lorrain roman, avec un /š/ ou un /ʃ/  (= s légèrement chuinté ou ch), qui serait /s/ en français standard (cf. Xonrupt). N. B. : ce genre d'erreur est fréquent en français administratif et scolaire depuis un siècle (dans Bruxelles, Auxerre...).
Les études étymologiques ont longtemps été indécises avant de convenir que Contrexéville serait formé du patronyme germain Gondéric (Guntharis), en supposant un primitif Gundericiaga villa auquel s’ajouteraient les suffixes -iaca et -villae (-iacum pour le domaine et villa pour l'habitat).

## Histoire

### Préhistoire
La présence des premiers chasseurs-cueilleurs est attestée il y a plus de 40 000 ans sur les plateaux qui dominent Contrexéville, grâce aux nombreuses découvertes d'outils en pierre taillée, dont des bifaces datés de la période du Paléolithique,.
Les périodes mésolithique et néolithique, sont caractérisées par les pointes de flèches.
C'est à partir de 5000 ans av. J.-C., que la sédentarisation des hommes est un facteur de transformation du paysage par les essartages et les cultures.

### Antiquité
Les traces des Gaulois, les Celtes de l'âge du fer sont encore visibles, les champs tumulaires parsèment encore les forêts ; les nombreux objets qu'ils contenaient sont exposés au musée national de Saint-Germain-en-Laye, et à celui d'Épinal.
Les voies romaines, les nécropoles, les villas fouillées ces dix dernières années[Quand ?] par l'INRAP (Institut national de recherches archéologiques préventives), permettent de restituer l'occupation des hommes sur le territoire de Contrexéville entre la période qui s'étend de la Tène (-300 av. J.-C.) à la fin de l'Empire romain (500 apr. J.-C.).

### Moyen Âge

#### Les Mérovingiens
Deux sites mérovingiens précurseurs du village de Contrexéville ont été découverts.
Dans le centre-ville : un habitat avec sa forge, édifié sur les ruines d'une villa gallo-romaine.
À la sortie nord de l'agglomération : une nécropole de 28 inhumations datées de 450 à 650 apr. J.-C., proche vraisemblablement d'un hameau.
C'est la période où les noms de beaucoup de villes vont naître, Contrexéville en est un exemple.

#### DuVIIeauXIIesiècle
Une longue période lacunaire de quatre siècles nous prive d'éléments historiques susceptibles de nous faire connaître l'évolution du village entre Gunderic au VIIe siècle, et la construction de l'église romane dédiée à saint Epvre au milieu du XIIe siècle.

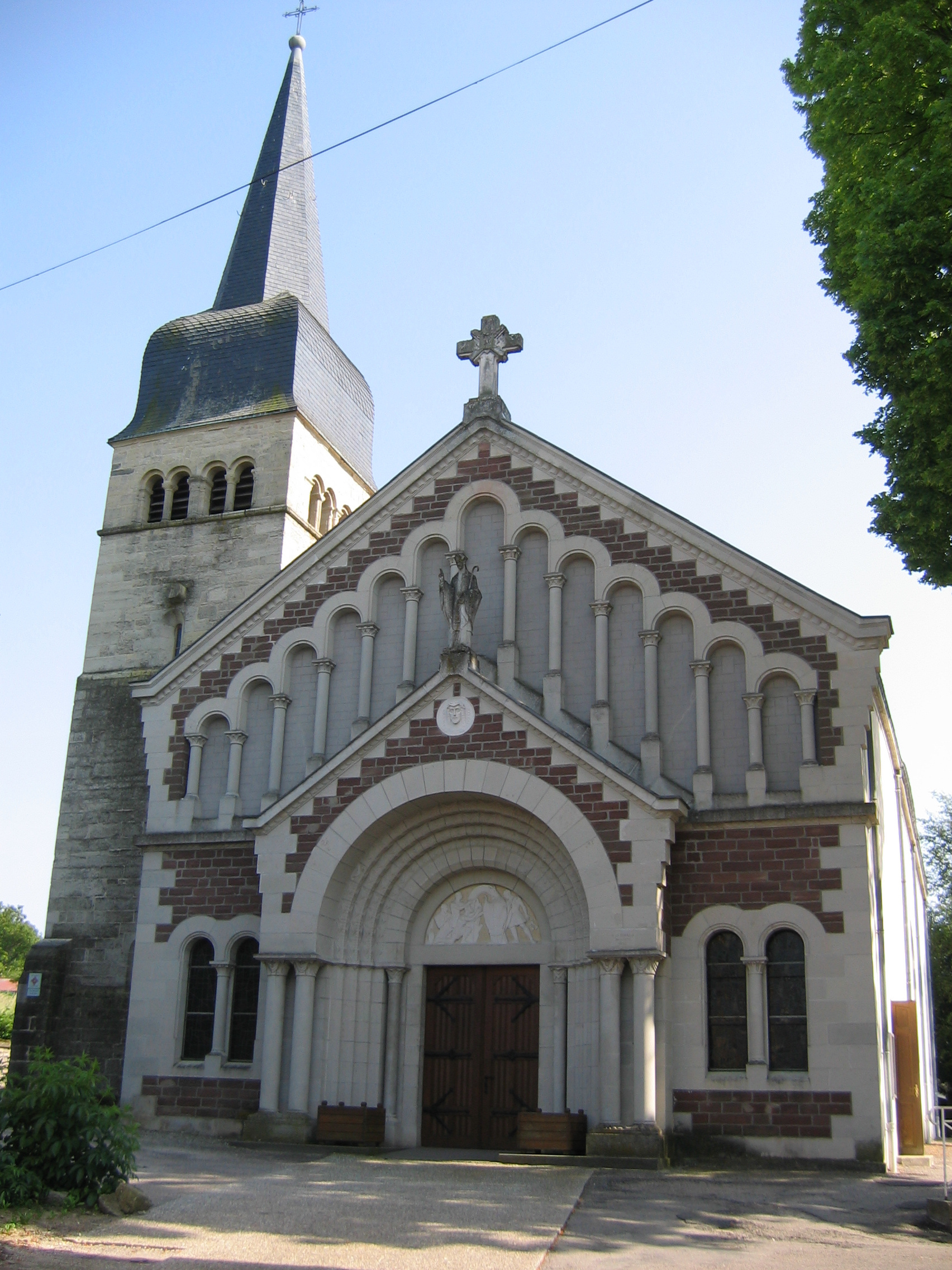
Église Saint-Epvre.

#### LeXIIesiècle
Grâce à l'apparition du premier document écrit, un cartulaire qui fait sortir Gundrecivilla de l'ombre en 1213, nous savons que le seigneur de Contrexéville est Aubert de Darney, un grand personnage qui fait don de l'église qui lui appartenait aux moines clunisiens du prieuré de Relanges (fondé en 1030 par Ricuin de Darney et sa femme Lancrède - confirmé en 1050 par le pape Léon IX).
De nombreux parchemins conservés aux archives départementales nous permettent de suivre le lent développement rural de la communauté villageoise qui jusqu'à l'aube du XVIIe siècle, vivra au rythme des labours, des semailles et des moissons. La guerre de Cent Ans et l'arrestation d'un valet nommé Maurice qui espionnait pour le compte des Anglais et qui fut arrêté par le prévôt de Lamarche, puis au XVe siècle l'érection des potences par les nouveaux seigneurs et la présence du moulin banal sont les seuls événements marquants.

### Époque moderne

#### DuXVesiècleauXVIesiècle
Vers 1580, à la recherche de l'eau miraculeuse, le célèbre Montaigne ne passe pas très loin de Contrexéville ; il séjournera à Plombières, souffrant de la gravelle (maladie qui l'emporta).
Il y a cependant au XVIe siècle un climat de prospérité qui va, dans un contexte spirituel exacerbé par les conflits religieux, se manifester par la création de nombreuses statues qui aujourd’hui encore ornent l'église paroissiale.

#### La guerre de Trente Ans (XVIIesiècle)
Le duché de Lorraine va subir cette longue guerre. De 1631 à 1648, les armées françaises et leurs alliées (notamment suédoises et croates) et celles du Saint-Empire romain germanique, soutenues par le duc Charles IV de Lorraine, vont s'affronter en traversant le pays dans tous les sens.
Contrexéville est épargnée, protégée au fond de son vallon, bien à l'écart des grandes routes de communication ; ce ne fut pas le cas du petit village voisin d'Agéville (également orthographié Hagéville), incendié en 1634.

#### LeXVIIIesiècle
Peu de choses différencient Contrexéville des autres villages qui petit à petit se sont repeuplés, si ce n'est sa forge qui bat le fer en aval du village vers Outrancourt. Elle appartient au marquis des Salles, désormais seul seigneur de Contrexéville.
En 1736, le duc de Lorraine François III est contraint d'échanger ses duchés contre la Toscane. Il épousera la fille de l'Empereur germanique et sera le fondateur de la dynastie des Habsbourg-Lorraine. Le beau-père du roi de France Louis XV, le roi de Pologne déchu, Stanislas Leszczynski reçoit la Lorraine et le Barrois à titre viager.
À cette époque du siècle des Lumières, on parle beaucoup des médecines douces et notamment des vertus curatives de certaines eaux minérales. En Lorraine on connaît celles de Plombières, Bains-les-Bains et Bussang, quand soudain à la cour de Stanislas, on vint à parler d'une fontaine minérale appartenant à Reine Lamblin, la veuve Brunon ; située à Contrexéville, un village du bailliage de Darney, son eau a guéri une jeune fille de la petite noblesse qui souffrait de calculs rénaux. Il n'en fallut pas moins pour que le docteur Charles Bagard, médecin ordinaire de Sa Majesté Polonaise ne s'intéresse de près à cette eau qu'il analysa pour la postérité, puisqu'il présenta son célèbre Mémoire sur les eaux minérales de Contrexéville devant la Société royale des sciences et des arts, le 10 janvier 1760.
En 1766, Stanislas meurt et le duché de Lorraine est annexé par le royaume de France.
La notoriété de l'eau de la fontaine minérale de Contrexéville va dès lors en grandissant. En 1773, Pierre Thouvenel un jeune médecin de 26 ans, tout frais émoulu de la faculté de Montpellier est nommé inspecteur des eaux minérales de Contrexéville. L'été dans la station et le reste du temps à Paris auprès de la cour du roi, il se livre à une étude dont le retentissement décida plus d'un noble à venir suivre une cure et faire des soins dans son modeste établissement thermal contrexévillois.
Pendant une dizaine d'années la fréquentation de la station est rehaussée par la présence d'une bonne partie de la bourgeoisie et de la noblesse lorraine et française.
Las de ne pouvoir améliorer le domaine thermal, et de n'avoir pu obtenir l'aide financière de l'intendant de Lorraine Chaumont de La Galaizière, le docteur Thouvenel quitte Contrexéville peu après 1781, alors que le propriétaire Jean-Baptiste Brunon (fils de Reine Lamblin) très endetté et manifestement piètre gestionnaire vend la source et une partie du domaine à un homme d'affaires nancéien Jean François Villiez.
À cette époque la vente annuelle est de 2 000 litres d'eau de Contrexéville. Lorsque la Révolution survint, la fréquentation de la fontaine minérale avait déjà bien périclité. Sans médecin inspecteur attaché à la station, elle avait perdu sa belle clientèle partie vers d'autres rivales.
La Révolution française passe sans dommage ; cependant les guerres qui s'ensuivent et celles du Premier Empire déciment une partie de la jeunesse du village.

### Époque contemporaine

#### LeXIXesiècle
Les documents de 1802 laissent entrevoir une reprise des cures, une cinquantaine de buveurs d'eau fréquentent la source minérale devenue propriété du sieur François Drouillot qui par la suite la léguera à son fils Victor (ils seront successivement maire du village de 1800 à 1826).
En 1840, Contrexéville est toujours un village voué à la culture. Il y a 708 habitants, 209 foyers et 184 maisons. Une concession pour l'exploitation du charbon est accordée en 1859. Le nouveau propriétaire des eaux minérales Duperrier-Dumouriez annonce une centaine de buveurs d'eau autour de la fontaine minérale que l'on commence à appeler la « source du Pavillon », parce qu'un petit édifice octogonal en bois la protège ; de chaque côté une galerie fermée en fer à cheval la relie au bâtiment des bains d'une part, et à l'hôtel de l'Établissement d'autre part.
Si la vocation céréalière du village ne se dément pas, on perçoit cependant une hausse de la fréquentation, le nouvel hôtel de la Providence accueille les curistes. Le domaine thermal a changé de propriétaire ce sera le dernier, il se nomme Lormont-Brocard, et possède entre autres le parc et le château d'Épinal qu'il léguera à la ville, ce qui lui vaudra une petite rue à son nom pour la postérité...

Un nouveau réseau routier passe à Contrexéville : la route de Mézières à Belfort en 1845, puis celle d'Épinal à Langres en 1865 ; ainsi désenclavée et desservie la station voit le nombre des curistes en augmentation.
C'est en 1850, qu'un curiste qui deviendra célèbre par la suite est venu boire pour la première fois à la source, il s'agit de Louis Bouloumié le fondateur du domaine thermal de Vittel.
Le 8 décembre 1864, une société des eaux minérales de Contrexéville est créée, elle achète le domaine thermal.
Dès lors le village connaît une embellie qui progressivement transforme la trame rurale en station thermale, ce ne sont pas les terribles épidémies de choléra de 1832 et de 1854, ni la guerre de 1870 qui freineront son expansion, même si le fait d'armes d'un téméraire lieutenant de l'armée française faillit déclencher en représailles l'incendie du village. 	
En 1881, la voie ferrée dessert la station, mettant Paris à moins de six heures de Contrexéville, c'est ainsi que se déverse une foule de curistes de plus en plus nombreux.

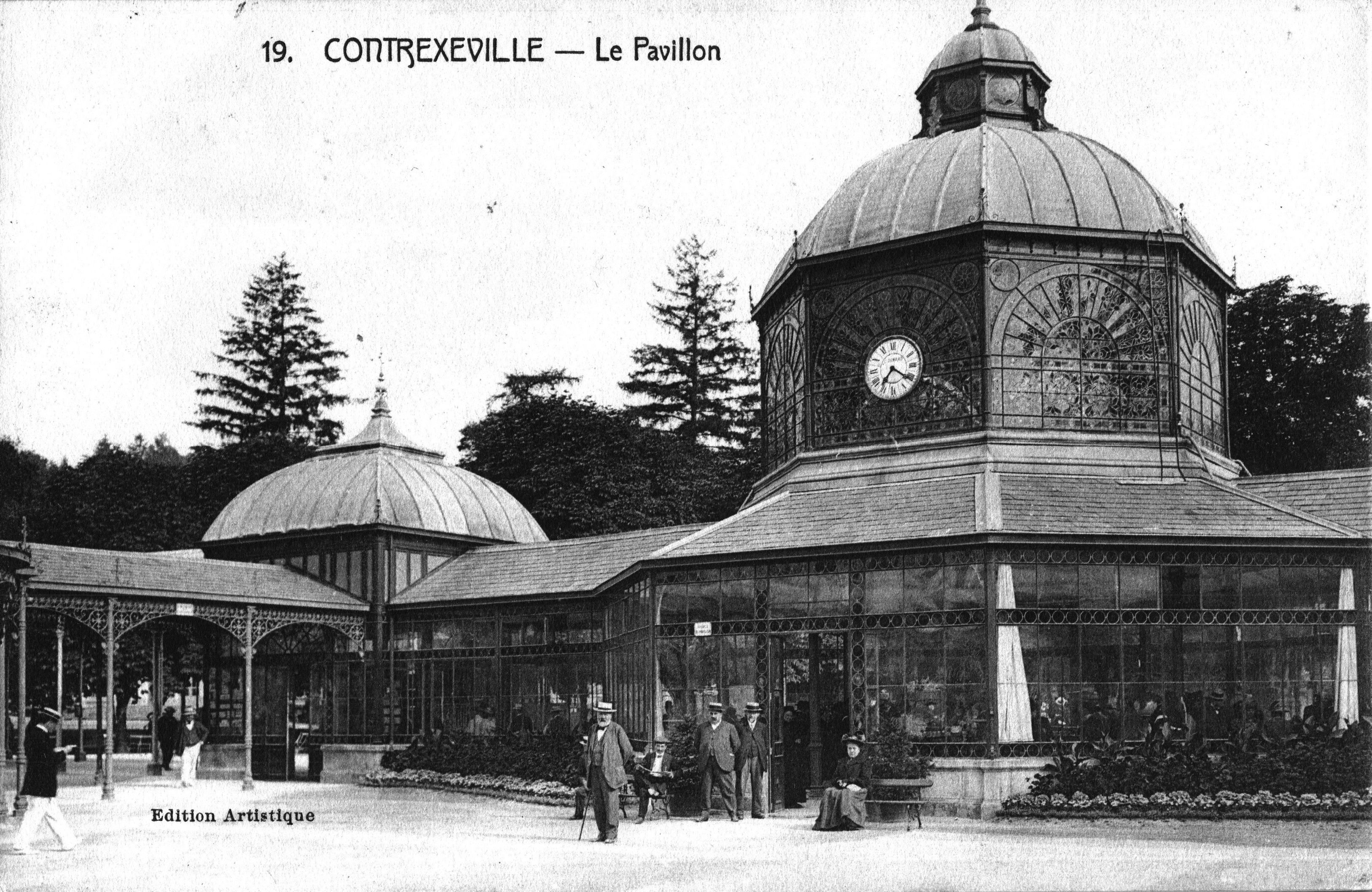
Le Pavillon de la "Source du Pavillon" de 1885

En 1885, un nouveau pavillon des sources est construit par l'architecte Schertzer, sur le style du pavillon Baltard, où sont utilisés le fer la fonte et le verre. 
Les fermes du village se convertissent en hôtels, en villas et meublés qui hébergent la clientèle. À la source on embouteille l'eau pour l'expédier. L'économie du village se transforme, les cultivateurs diversifient leur production en devenant éleveurs.
En 1899, la station compte 924 habitants, 268 foyers et 243 maisons auxquels il convient d'ajouter 32 hôtels. 3000 curistes fréquentent la station, la production d'eau embouteillée est de deux millions de litres par an.

#### LeXXesiècle

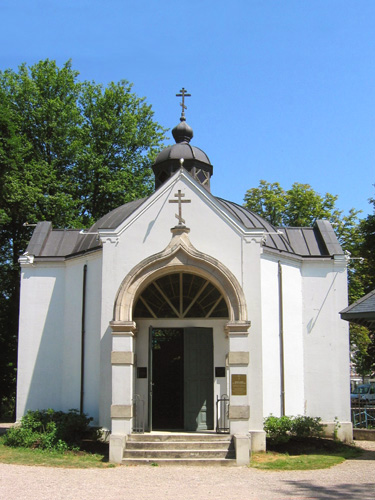
Chapelle Saint-Vladimir-et-Sainte-Marie-Madeleine.

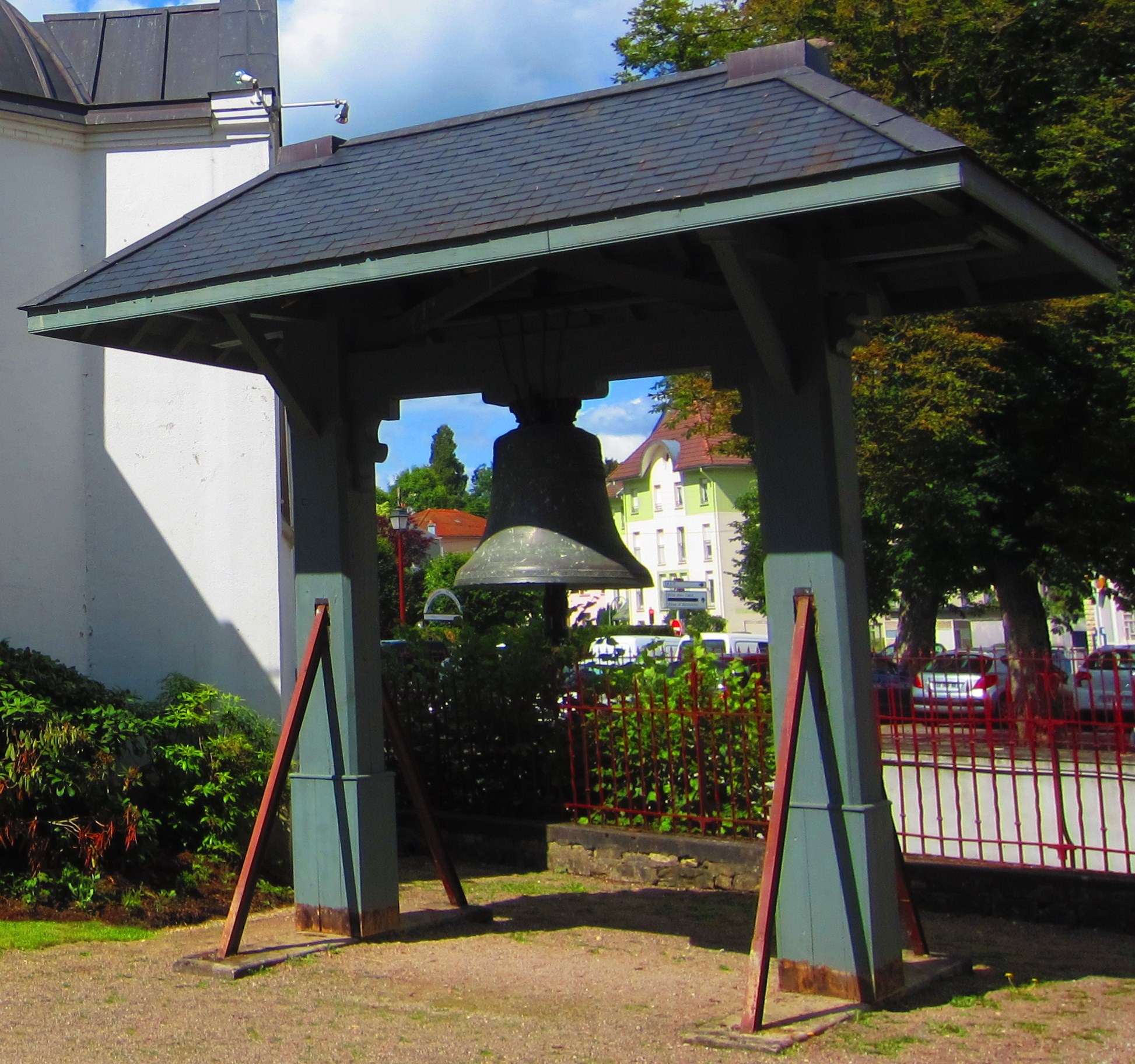
La grosse cloche devant la chapelle orthodoxe.

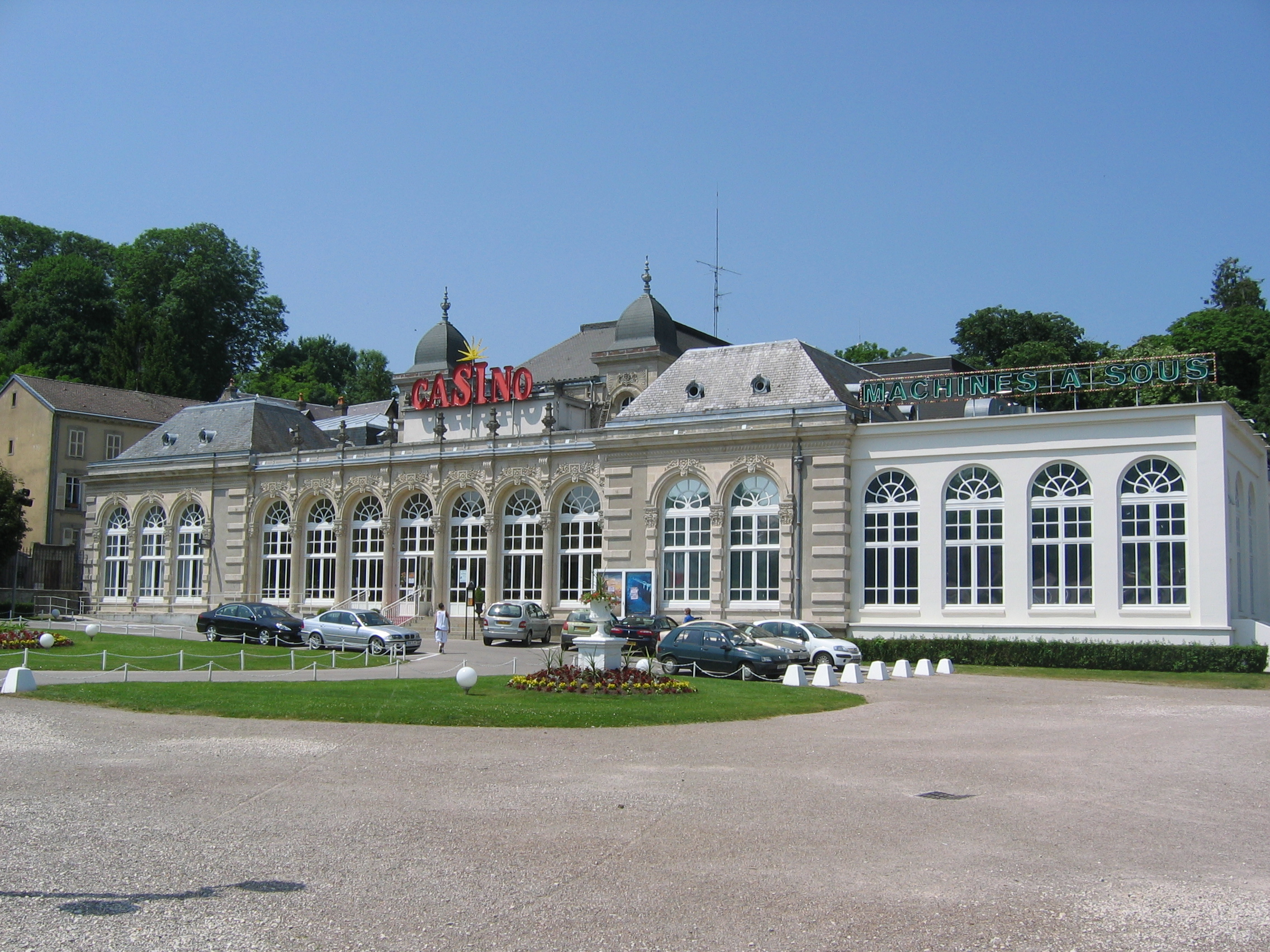
Le casino.

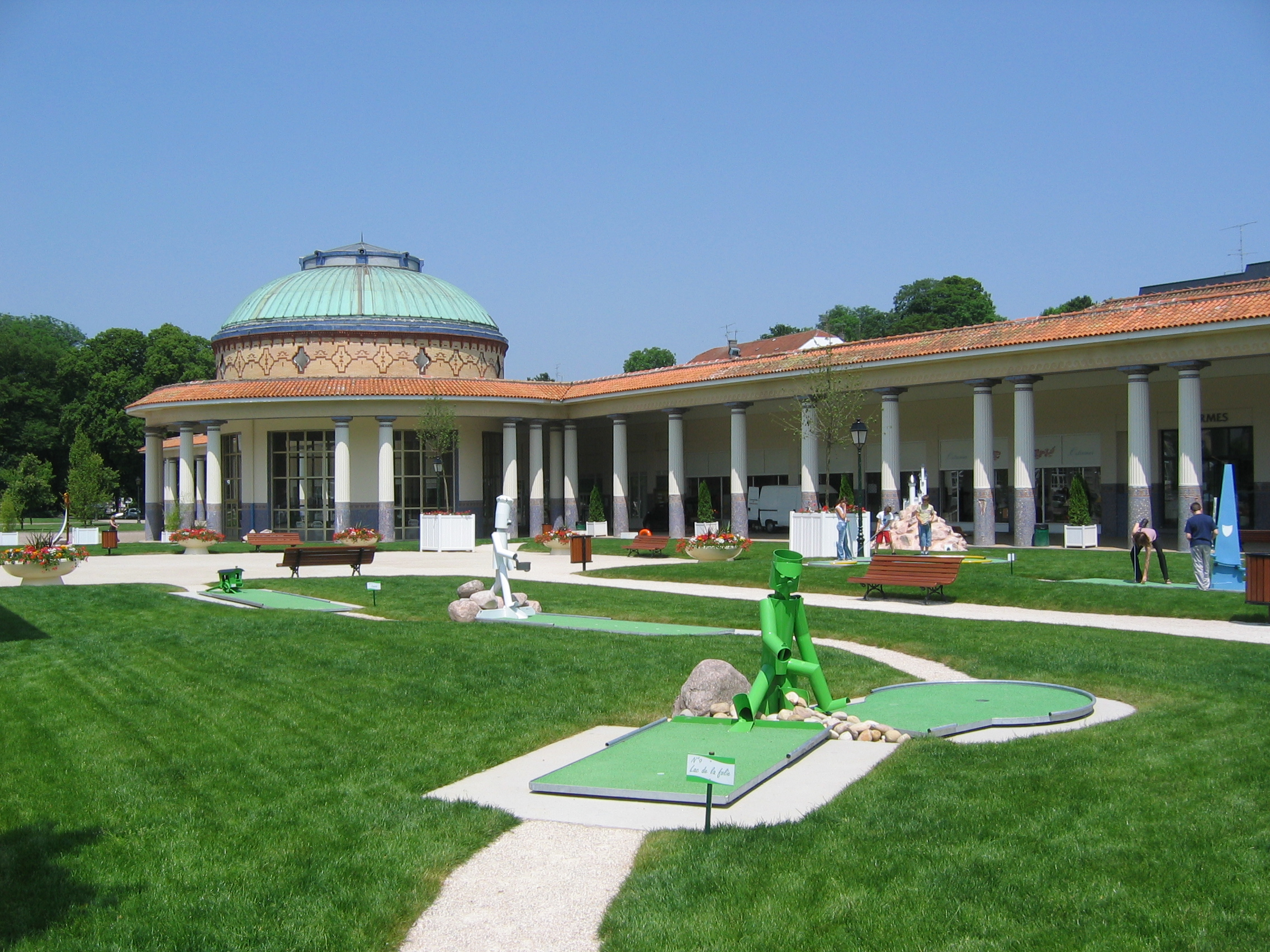
Le nouveau pavillon (la Rotonde) et les galeries.

De 1900 à 1914, c'est la Belle Époque, la ville a fini sa mutation, son visage est totalement modifié, sept hôtels sont édifiés dont deux palaces : le « Continental » et le « Cosmopolitain », les autres hôtels s'agrandissent quand ils trouvent encore de la place ou s'augmentent d'un étage supplémentaire. Le ruisseau qui traversait le village est désormais canalisé et recouvert d'une esplanade, la ville commence à s'agrandir en s'étendant le long des routes.
Le parc est agrandi, un temple protestant est bâti ainsi qu'une chapelle orthodoxe. Le casino est inauguré en juin 1900, c'est l'œuvre de l'architecte François Clasquin.
Une nouvelle industrie vient de naître, pour répondre à la demande croissante d'eau en bouteille, une usine moderne est construite pour embouteiller l'eau minérale, la conditionner et l'expédier.
À nouveau le domaine thermal est modifié, l'architecte Charles Mewès qui avait construit l'hôtel Cosmos, en est le concepteur ; il utilisera le béton qu'il habillera ensuite de céramiques.
Après la démolition des bâtiments à la fin de la saison 1909, on entreprend la reconstruction d'un nouveau pavillon, d'une longue galerie à péristyles et d'un établissement de soins thermaux.
Des personnalités se côtoient dans ce Contrexéville mondain, le shah de Perse qui par trois fois viendra boire les eaux (1900, 1902 et 1905), la reine Isabelle II d'Espagne, la grande-duchesse Maria Pavlovna de Russie (Marie de Mecklembourg-Schwerin) (qui s'y réfugiera après la révolution, y décédera et y sera inhumée avec sa famille) avec toute une colonie de Russes et une foule de diplomates. Parmi les curistes, notons aussi l'écrivain Octave Mirbeau, l'ancien préfet de police Louis Andrieux, père de l'écrivain Louis Aragon, et Jean Jaurès (1908).

#### Première Guerre mondiale
Lorsque la guerre est déclarée en pleine saison thermale le 3 août 1914, la station se vide de tous ses curistes et des jeunes Contrexévillois. Durant le conflit, les hôtels désormais transformés en hôpitaux accueillent les blessés en provenance du front.
En 1914, la station compte 942 habitants, 292 foyers et 276 maisons auxquels il convient d'ajouter 39 hôtels. 4 800 curistes fréquentèrent la station en 1913.

#### Entre-deux-guerres
L'après-guerre voit à nouveau l'affluence des curistes remplir les hôtels et l'activité économique reprendre, cependant une lutte d'influence modifie la physionomie du conseil d'administration de la Société des eaux minérales : en 1929 un nouveau président est élu, il s'agit de François André, le roi des casinos de France. À la même époque la crise économique frappe l'Europe après avoir ébranlé les États-Unis.
Le comportement de la municipalité et celui de la société des eaux est différent pendant cette période de récession, le résultat qui va ensuite en découler s'en ressentira après la Seconde Guerre mondiale.
La ville de Contrexéville : le nouveau maire Marcel Boucher a des ambitions pour développer la station thermale, il tente de réaliser ses projets et s'il en réussit quelques-uns, il n'aboutit pas dans celui qui devait modifier radicalement l'urbanisme de l'agglomération en agrandissant et en créant un nouveau réseau routier, des zones hôtelières, des zones résidentielles, des zones industrielles, des espaces verts et un espace sportif. Il ne trouvera ni promoteurs ni investisseurs.
La Société des eaux minérales : elle aborde frileusement les événements, d'une part en gelant ses propres investissements, et d'autre part en ne s'engageant pas dans le projet municipal qui prévoyait entre autres la cession des terrains pour construire une nouvelle usine d'embouteillage. Le conseil d'administration axe toute son activité sur l'accueil des curistes qui représentent un potentiel de clientèle pour le casino. La vente de l'eau en bouteille est négligée, à peine modernisera-t-on les chaînes de production alors que les stations rivales investissent dans de nouvelles usines et dans l'agrandissement et l'amélioration de leur domaine foncier.

#### Seconde Guerre mondiale
Au début du mois de mai 1940 la station thermale abrite le quartier général de la 3e DINA et des unités hospitalières.
Le 14 juin, un bombardement de la Luftwaffe, tue deux personnes en débâcle et endommage de nombreux bâtiments de la Société des eaux minérales ainsi que l’hôtel Continental.
Le 19 juin, les Panzer de Guderian investissent Contrexéville, qui sera occupée jusqu'en 1944, pendant laquelle l’armée allemande établit un hôpital à l’hôtel Cosmos pour y recevoir en convalescence ses blessés de Russie et d’Afrique du Nord.
L’économie locale est en régression : quelques curistes, l’embouteillage de l’eau minérale est insignifiant, on s’installe dans la pénurie.
La société des papeteries Mougeot de Laval-sur-Vologne rouvre en 1942 la mine de charbon entre Contrexéville et Bulgnéville, en sommeil depuis 1903, pour extraire le combustible nécessaire à sa production. Elle emploie jusqu’à 140 ouvriers dont beaucoup de jeunes qui échappent ainsi au STO en Allemagne, et parmi eux de nombreux résistants.
Au mois de juin et juillet 1944, la répression frappe les FFI contrexévillois qui depuis quelque temps étaient passés de la phase du renseignement à celle du coup de main contre les unités ennemies qui se replient. Trois résistants sont emmenés en déportation, un seul d’entre eux reviendra des camps de concentration.
Le 11 septembre 1944 en fin de journée, que la 2e DB commandée par le général Leclerc libère la ville. Le sous-groupement du commandant Massu mène l’assaut avec les chars du 12e RCA et les fantassins du bataillon de marche du Tchad, 64 soldats allemands sont tués, de nombreux blessés et 500 prisonniers, côté alliés, on note la perte de deux fantassins français. Le lendemain l’assaut sur Vittel verra encore deux soldats français tomber au champ d’honneur, avant que la bataille de chars de Dompaire ne se termine les jours suivants à l’avantage de la 2e DB.
Contrexéville libérée, son maire résidant à Paris est condamné pour collaboration avec l'ennemi (il se réfugie en Argentine où il décédera en 1968).

#### L'après-Seconde Guerre
La mine de charbon cesse la production de lignite en 1948 puis de gypse en 1952, l’embouteillage et l’envoi de l’eau minérale reprend, les saisons thermales vont petit à petit se succéder avec la présence d’un nombre de plus en plus important de curistes qui va atteindre 5000, notamment des Français d’outre-mer qui viennent se mettre « au vert ».
Les hôtels après leur réfection, accueillent les estivants, seul l’hôtel Continental restera fermé, avant que son propriétaire n’en fasse don à l’État pour en faire un centre de formation professionnelle, aujourd’hui c’est toujours un lycée professionnel, où la formation hôtelière de qualité fait le renom de la station.
Contrexéville qui comptait encore 963 habitants en 1940 va soudain se peupler pour passer à 1785 habitants en 1950 puis 2864 en 1960. En 20 ans la population a été multipliée par 3.
Cette augmentation a deux raisons :
- la société des eaux minérales qui est achetée en 1953 par le groupe Perrier qui veut diversifier sa production d’eau gazeuse par celle de l’eau plate et prendre ainsi une place prépondérante dans le concert des eaux minérales embouteillées.
- l’installation d’une caserne de la base aérienne 902. Elle emploie de nombreux cadres qui résident en ville et y fondent des familles.

La ville s’agrandit et s’embellit, le lac triple sa superficie. Un nouvel embouteillage industriel est construit à l’extérieur de l’agglomération et embauche de nombreux ouvriers, la production augmente fortement et passe à 800 millions de litres d’eau embouteillés par an.
Le thermalisme français subit une sévère régression à partir de 1970, avant que Contrexéville n’en subisse les conséquences déjà perceptibles puisque le nombre des curistes est descendu à 2500, et que des hôtels cessent leurs activités, une remise en question s’impose ; c’est le challenge que la municipalité, la société des eaux et les acteurs économiques de la ville vont affronter et résoudre avec succès.
En 1979, la station vosgienne, spécialisée dans les problèmes d'obésité, crée le « forfait ligne », un traitement de dix jours pour perdre les kilos superflus, avec, en vedette, un massage à quatre mains sous la douche. Le nombre de curistes augmente fortement, de 1253 en 1980 pour atteindre 3442 en 1986.
Pendant ce même temps la chute du nombre des curistes traditionnels se poursuit, irrémédiablement, mais celle-ci est largement compensée par les différentes formes de séjours proposées par l’établissement thermal et l’office de tourisme.
Contrexéville continue son expansion, la ville se dote de multiples installations culturelles et sportives, et continue de s’agrandir pour former une agglomération étendue, après la restructuration du centre-ville celle-ci conserve un domaine thermal formant un espace de verdure agréable.

#### La dernière décennie
Mais un nouveau tournant doit nécessairement être négocié, à la suite des événements de la fin du XXe siècle. En 1992, le groupe Perrier propriétaire de l’embouteillage et de l’établissement thermal est acheté par la société Nestlé, qui était déjà propriétaire de la station thermale de Vittel depuis les années 1980.
En 2000, la caserne de la BA 902 ferme ses portes, les militaires quittent la station, beaucoup sont restés, parce qu’ils étaient devenus Contrexévillois entre-temps.

#### LeXXIesiècle
Nestlé a alors engagé une réorganisation totale des deux sites hydrominéraux, tout d’abord en créant une société (AGRIVAIR) pour protéger et garantir la qualité des eaux minérales, puis en cédant en 2001, au groupe Partouche le casino de Contrexéville, les thermes et les domaines thermaux de Contrexéville et de Vittel, pour ne conserver que les usines d’embouteillage des eaux.
Au début du XXIe siècle une nouvelle aube se lève pour la ville de Contrexéville, qui poursuit son rapprochement avec Vittel, et qui a entrepris avec Nestlé et Partouche un dialogue pour favoriser la reprise d’un néo-thermalisme destiné à poursuivre la promotion de l’exploitation des eaux minérales dont la notoriété a fait le tour du monde.
Cependant en 2008, le maire, Arnauld Salvini se voit contraint de racheter les Thermes au Groupe Partouche qui voulait empêcher l'ouverture de la saison thermale, pour raisons de « non-conformité », ce qui fut démenti quelques semaines plus tard par les représentants du ministère de la Santé.

## Politique et administration

### Budget et fiscalité 2022

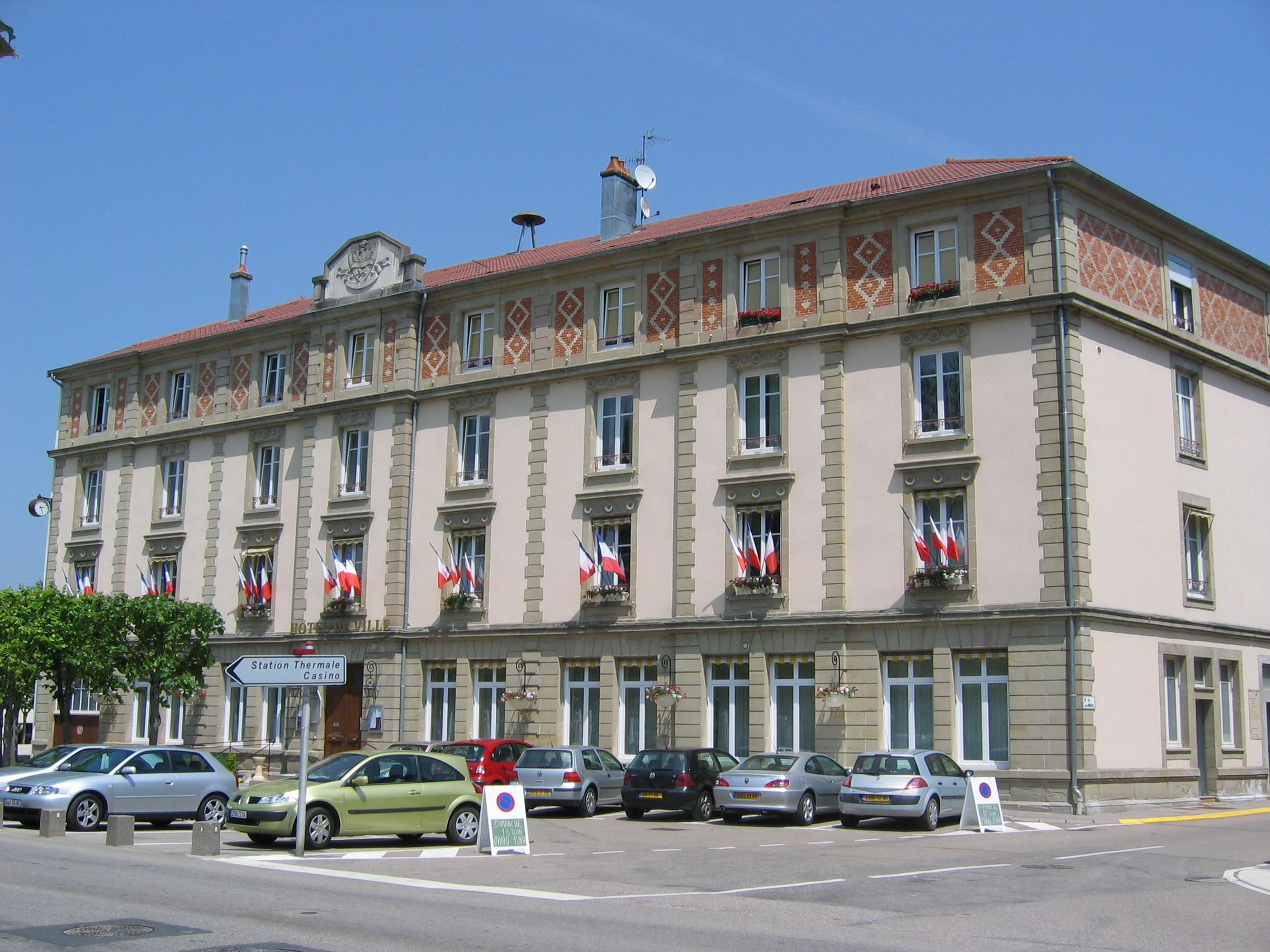
La mairie.

En 2022, le budget de la commune était constitué ainsi :
- total des produits de fonctionnement : 7 525 000 €, soit 2 204 € par habitant ;
- total des charges de fonctionnement : 6 617 000 €, soit 1 938 € par habitant ;
- total des ressources d'investissement : 1 728 000 €, soit 506 € par habitant ;
- total des emplois d'investissement : 1 422 000 €, soit 416 € par habitant ;
- endettement : 4 501 000 €, soit 1 318 € par habitant.

Avec les taux de fiscalité suivants :
- taxe d'habitation : 20,49 % ;
- taxe foncière sur les propriétés bâties : 49,22 % ;
- taxe foncière sur les propriétés non bâties : 35,71 % ;
- taxe additionnelle à la taxe foncière sur les propriétés non bâties : 38,75 % ;
- cotisation foncière des entreprises : 21,22 %.

Chiffres clés Revenus et pauvreté des ménages en 2021 : médiane en 2021 du revenu disponible, par unité de consommation : 21 040 €.

### Liste des maires
| Période                                  | Période               | Identité                                    | Étiquette | Qualité |
| ---------------------------------------- | --------------------- | ------------------------------------------- | --------- | --- |
| 1800                                     | ?                     | François Drouillot                          |           | |
| ?                                        | 1826                  | Victor Drouillot Fils de François Drouillot |           | |
| Les données manquantes sont à compléter. |                       |                                             |           | |
| 1875                                     | 1880                  | François Justin Parisot                     |           | |
| Les données manquantes sont à compléter. |                       |                                             |           | |
| 1925                                     | 1944                  | Marcel Boucher (1891-1968)                  | FR        | Avocat Député (1936 → 1940) Nommé membre de la Commission administrative départementale en 1941 |
| Les données manquantes sont à compléter. |                       |                                             |           | |
| mars 1977                                | juin 1995             | Serge Beltrame (1944- )                     | PS        | Cadre supérieur Député de la 4e circonscription des Vosges (1981 → 1986 puis 1988 → 1993) Conseiller régional de Lorraine (1981 → 1998) Conseiller général du canton de Vittel (1976 → 1982)         |
| juin 1995                                | mars 2001             | Jean Brod (1931-2020)                       | DVD       | Directeur de la société des eaux Chevalier de la Légion d'honneur |
| mars 2001                                | juin 2004 (démission) | André Clément                               | DVG       | |
| juin 2004                                | mars 2014             | Arnauld Salvini                             | DVD       | Journaliste |
| mars 2014                                | En cours              | Luc Gerecke (1951- )                        | DVD       | Préparateur en pharmacie Conseiller départemental du canton de Vittel (2015 → ) 7e vice-président du conseil départemental des Vosges (2015 → 2021) 9e vice-président de la CC Terre d'Eau (2017 → ) |
| Les données manquantes sont à compléter. |                       |                                             |           | |

### Politique de développement durable
- La commune a engagé dans une politique de développement durable en lançant une démarche d'Agenda 21[35].
- Ville fleurie : trois fleurs attribuées par le Conseil national des Villes et Villages Fleuris de France au Concours des villes et villages fleuris.

### Jumelages
- Bad Rappenau (Allemagne) depuis 1982
- Seia (Portugal) depuis 1988
- Luso (Portugal) depuis 1988
- Mealhada (Portugal) depuis 1988
- Llandrindod Wells (Royaume-Uni) depuis 1992

## Population et société

### Démographie
Ses habitants sont appelés les Contrexévillois.

L'évolution du nombre d'habitants est connue à travers les recensements de la population effectués dans la commune depuis 1793. Pour les communes de moins de 10 000 habitants, une enquête de recensement portant sur toute la population est réalisée tous les cinq ans, les populations de référence des années intermédiaires étant quant à elles estimées par interpolation ou extrapolation. Pour la commune, le premier recensement exhaustif entrant dans le cadre du nouveau dispositif a été réalisé en 2006.

En 2022, la commune comptait 2 932 habitants, en évolution de −9,28 % par rapport à 2016 (Vosges : −2,96 %, France hors Mayotte : +2,11 %).
| 1793 | 1800 | 1806 | 1821 | 1831 | 1836 | 1841 | 1846 | 1856 |
| ---- | ---- | ---- | ---- | ---- | ---- | ---- | ---- | ---- |
| 555  | 633  | 676  | 639  | 673  | 692  | 708  | 711  | 633  |

| 1861 | 1866 | 1876 | 1881 | 1886 | 1891 | 1896 | 1901 | 1906 |
| ---- | ---- | ---- | ---- | ---- | ---- | ---- | ---- | ---- |
| 669  | 728  | 772  | 821  | 875  | 846  | 854  | 937  | 940  |

| 1911 | 1921 | 1926 | 1931  | 1936 | 1946  | 1954  | 1962  | 1968  |
| ---- | ---- | ---- | ----- | ---- | ----- | ----- | ----- | ----- |
| 960  | 805  | 867  | 1 021 | 963  | 1 062 | 1 785 | 2 155 | 3 236 |

| 1975  | 1982  | 1990  | 1999  | 2006  | 2011  | 2016  | 2021  | 2022  |
| ----- | ----- | ----- | ----- | ----- | ----- | ----- | ----- | ----- |
| 4 076 | 4 090 | 3 945 | 3 708 | 3 507 | 3 337 | 3 232 | 3 019 | 2 932 |

Remarque : l'interprétation de ces données peut être biaisée par l'absorption de l'ancienne commune d'Outrancourt en 1965 par la ville.

### Communauté de communes
À la suite de la réforme sur les intercommunalités, les villes de Contrexéville et Vittel créent la Communauté de communes Terre d'Eau en 2010. Elle est créée le 1er janvier 2010 sous la dénomination de « communauté de communes des Sources de Vittel-Contrexéville » et ne compte alors que deux communes. Elle est renommée plus tard en « Communauté de communes Terre d'Eau ». Elle est remplacée depuis le 1er janvier 2017 par la communauté de communes Terre d'Eau.
L'intercommunalité de Vittel-Contrexéville a mis en place une « Route des Jardins » qui a pour but de donner à chaque commune de la communauté une identité via la faune et la flore. À Contrexéville, il s'agit du Jardin russe.

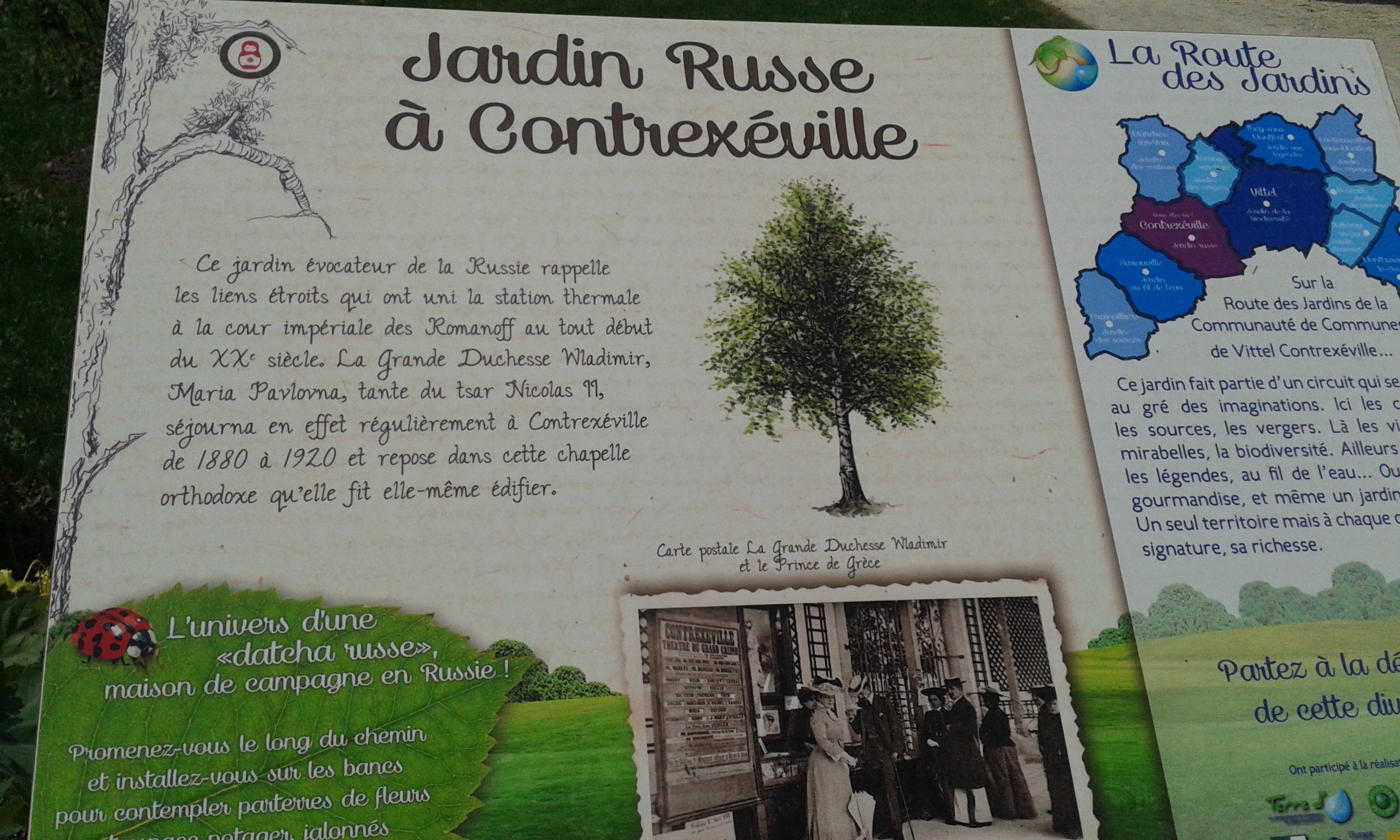
Jardin russe de Contrexéville.

### Sports
- Le stade Philippe-Cordier regroupe trois aires de jeux (un terrain d'honneur, un terrain annexe et un terrain de football à 7) et peut accueillir 250 personnes dans ses tribunes.
- Le complexe sportif est un bâtiment qui regroupe plusieurs salles : une salle multisports pour les sports collectifs (basket-ball, handball...) et l'escalade, un dojo, une salle de musculation et une salle de musique.
- Le gymnase Jean-Paul-Ferry peut accueillir plusieurs sports collectifs (basket-ball, handball, volley-ball), le badminton et la gymnastique dans une salle de 800 m2 avec 200 places dans les tribunes.
- Le boulodrome Henri-Vaubourg permet la pratique de la pétanque sur un espace de 400 m2.
- Le hall sportif, d'une surface de 800 m2, est un hall multisports.
- Le skate park au parc Bellevue est une plateforme de 450 m2 avec lanceur, rampe et ollie box.
- Le Tournoi de tennis de Contrexéville, appelé depuis 2015 Grand Est Open 88, est un tournoi international de tennis qui a vu le jour en 1994.

## Économie

### Usine d'embouteillage

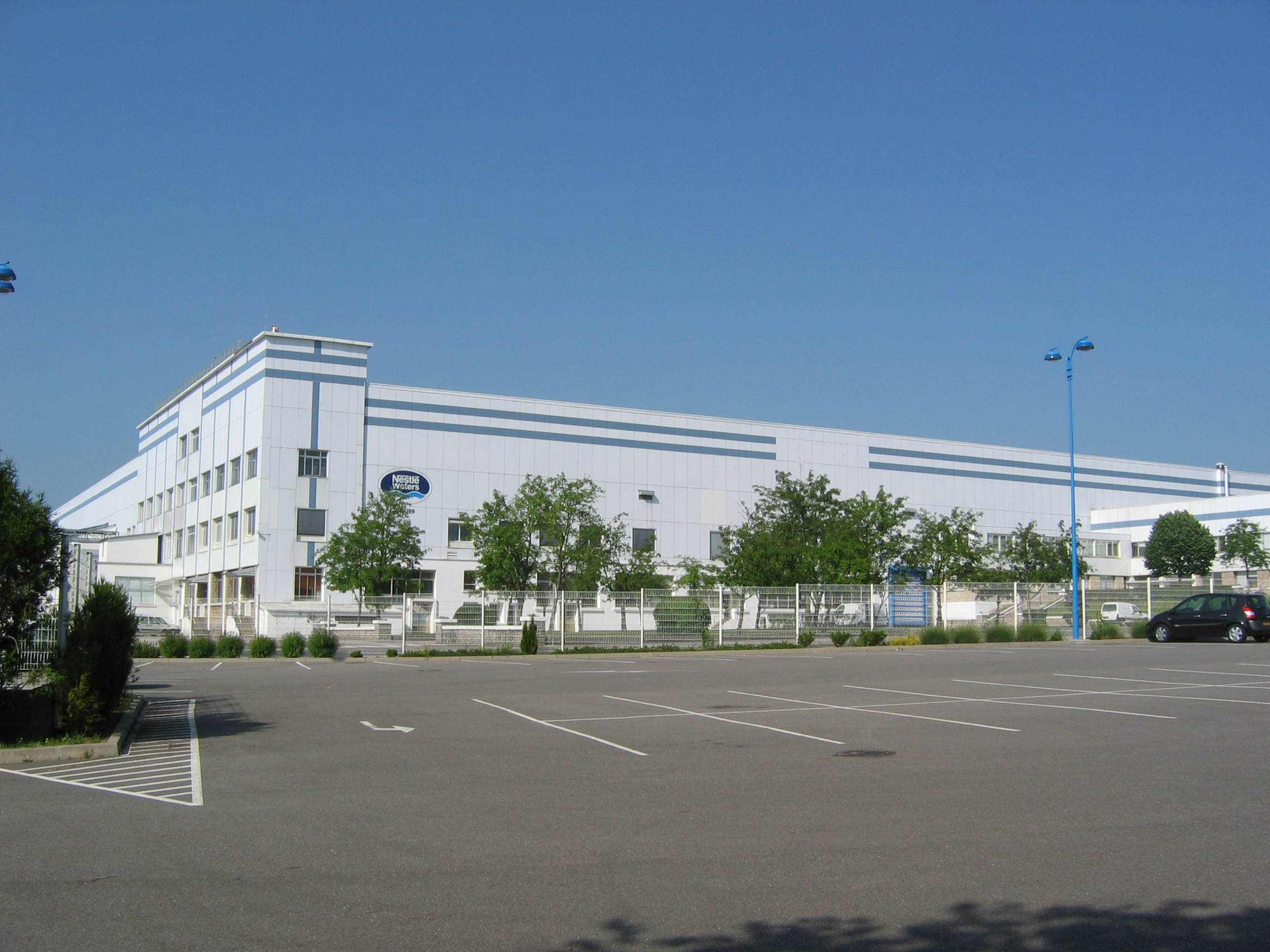
Usine d'embouteillage.

Le groupe Nestlé qui a racheté en 1992 le groupe Perrier, incluant Contrex, possède un important centre d'embouteillage de l'eau minérale au sein de la ville. Celui-ci est constitué entre autres d'une usine d'embouteillage employant environ 900 personnes et occupant une surface d'exploitation de 250 000 m2. L'usine d'embouteillage produit actuellement 600 millions de bouteilles par an (contre 500 millions en 1998 et 100 millions en 1958).
Les nappes phréatiques situées sous Contrexéville sont pompées en de nombreux endroits dans la ville et dans les villages alentour grâce à des stations de pompage appartenant au groupe.

### Thermalisme
Depuis 1774, date de la création du premier établissement thermal, Contrexéville attire de nombreux curistes qui s'y font prodiguer des soins du corps et du visage.
Les thermes sont ouverts toute l'année. Couplés à la consommation d'eau minérale des sources thermales, les thermes proposent des cures médicalisées ainsi que des soins de détente et de beauté, principalement centrés sur l'aide à la minceur.
Les thermes ont reçu du ministère de la Santé l'agrément pour les soins suivants :
| - Maladies de l'appareil digestif et maladies métaboliques : - Surcharges pondérales - Obésité - Hypercholestérolémie - Hyperuricémie - Hypertriglycéridémie - Diabète de type 2 - Maladies de l'appareil urinaire : - Lithiases rénales - Séquelles d'interventions chirurgicales ou lithotritie - Infections urinaires à répétition |

Les eaux de Contrexéville sont employées également contre les maladies des reins, du foie, la goutte, le diabète et les rhumatismes.

### Tourisme
Une route de vacances commence à Contrexéville. C'est la Route verte (en allemand : Grüne Straße) qui passe par les Vosges, franchit la frontière (le Rhin) à Neuf-Brisach et va vers Fribourg-en-Brisgau, puis à travers la Forêt-Noire et termine dans sa route du nord à Lindau et dans sa route du sud à Constance en Allemagne.
C’est à Plombières-les-Bains que s’est déroulée la rencontre annuelle de la Pastorale Régionale du Tourisme, des Loisirs et du Thermalisme Région Est.

### Agriculture
Élevage de bovins et d’ovins.
La ferme Lhuillier est connue nationalement pour ses nombreuses participations au salon de l'agriculture avec notamment la deuxième place de la race Prim'holstein avec Tocaross en 2016.

## Culture locale et patrimoine

### Lieux et monuments

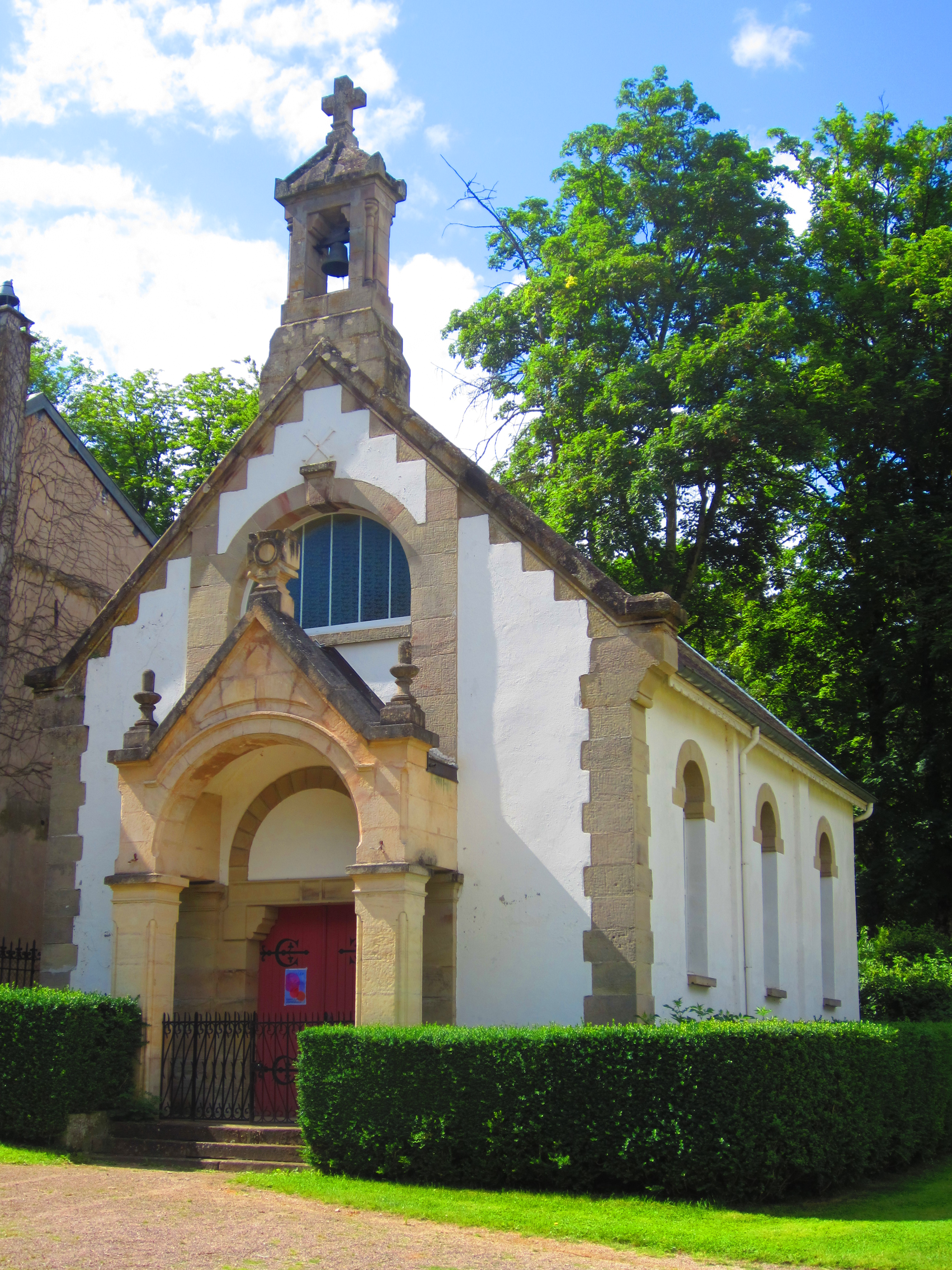
Le temple anglican

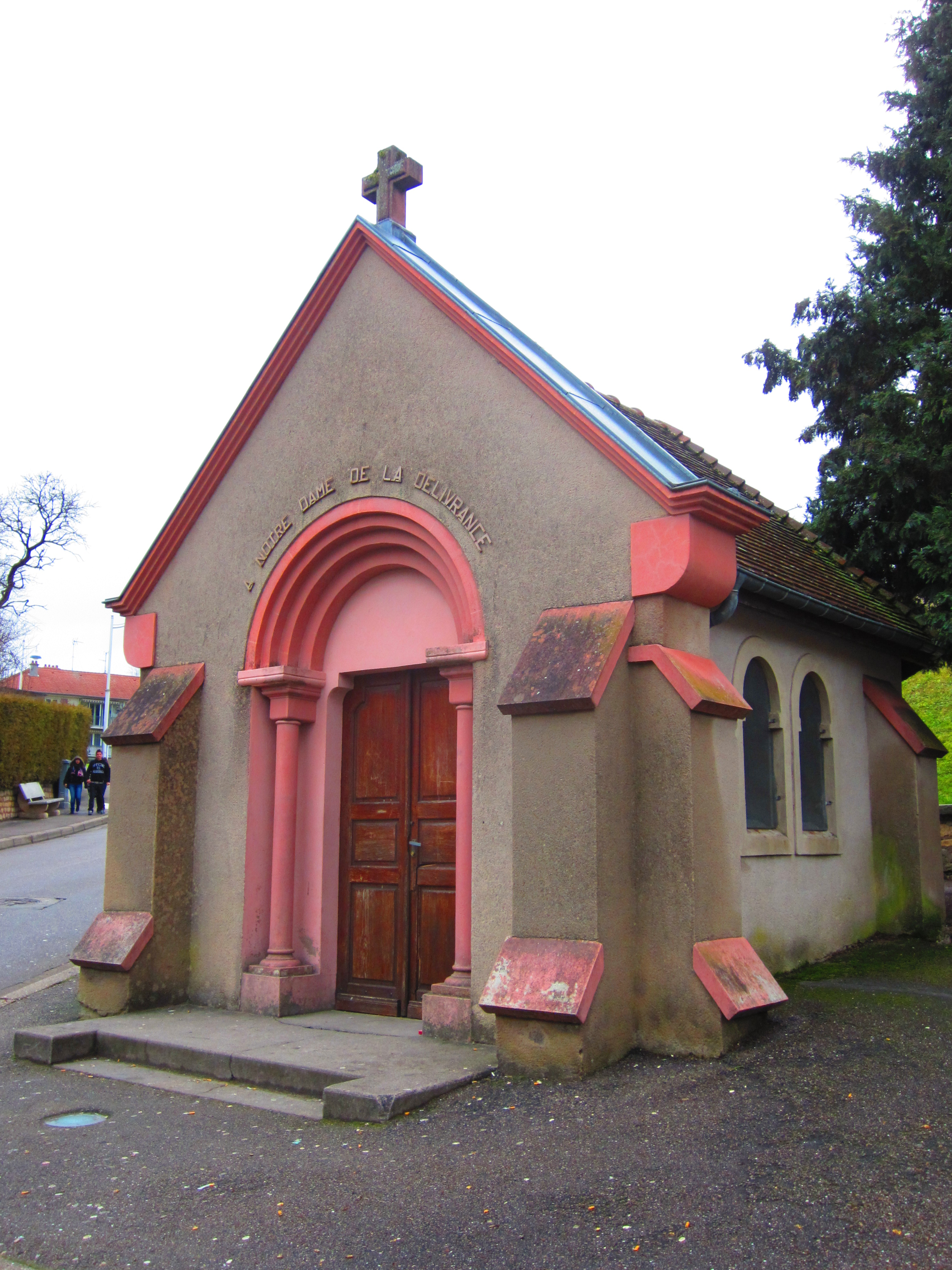
La chapelle Notre Dame de Délivrance

#### Patrimoine antique
- Tumulus (tertres) celtiques (700 à 450 av. J.-C.) dans le bois d'Hazau.

#### Patrimoine religieux
- Église Saint-Epvre : elle a été entièrement reconstruite en 1779. Seul le clocher[43] date de l'église romane du XIIe siècle. L'orientation a aussi été modifiée: maintenant elle est sud-nord. Elle renferme de nombreuses statues, un retable en calcaire de la fin du XVe siècle[44]. Le clocher est inscrit au titre des monuments historiques par arrêté du 3 mars 1926[45].
  - Un orgue en tribune, au-dessus de l'entrée, a été construit en 1909 par Henri Didier & Cie, l'instrument a ensuite été transformé par Roethinger[46],[47].
- La chapelle Notre-Dame-de-la-Délivrance[48].
- Temple anglican construit en 1893 par l'architecte François Clasquin pour les curistes anglais, ce temple a ensuite été cédé à l’Église réformée de France, situé au Parc Thermal
- Chapelle russe orthodoxe construite en 1909 par l'architecte François Clasquin, où reposent la grande-duchesse Wladimir de Russie (1854-1920) et son fils le prince Boris Vladimirovitch (1877-1943)[49].

#### Patrimoine civil
- La Rotonde[50] et la Grande Galerie thermale (sources, thermes, commerces) datant de 1909, ont été entièrement réhabilitées.
- Le casino a été construit en 1900 par l'architecte François Clasquin[51]. Palais vénitien à l'extérieur, il possède des hauts plafonds de plus de six mètres, des boiseries et des peintures décoratives... Il accueille un théâtre classique de 300 places, trois salles de réception, et le casino proprement (avec des machines à sous, Poker Texas Hold'em et Black-Jack).
- La gare Art déco, construite entre 1928 et 1933, a été inscrite monument historique par arrêté du 11 juin 2013[52],[53].
- Ensemble de fontaines et de cascades moderne en marbre et mosaïque construites dans les années 1980 (architectes : Nicolas Normier et Jean-Marie Hennin) : la place des Fontaines (alignement de 24 fontaines sur 80 m), la place des Cascades (chutes d'eau et massif végétal), la fontaine Verte[54], les fontaines bleues[55] et la galerie du Marché.

#### Patrimoine minier
Depuis les années 2000 le Cercle d’Études Locales de Contrexéville entretient le site de la galerie de mine de charbon des années 1940 et organise des visites à l'occasion des journées du patrimoine mais aussi une exposition,,.

Vestiges de la galerie des années 1940.
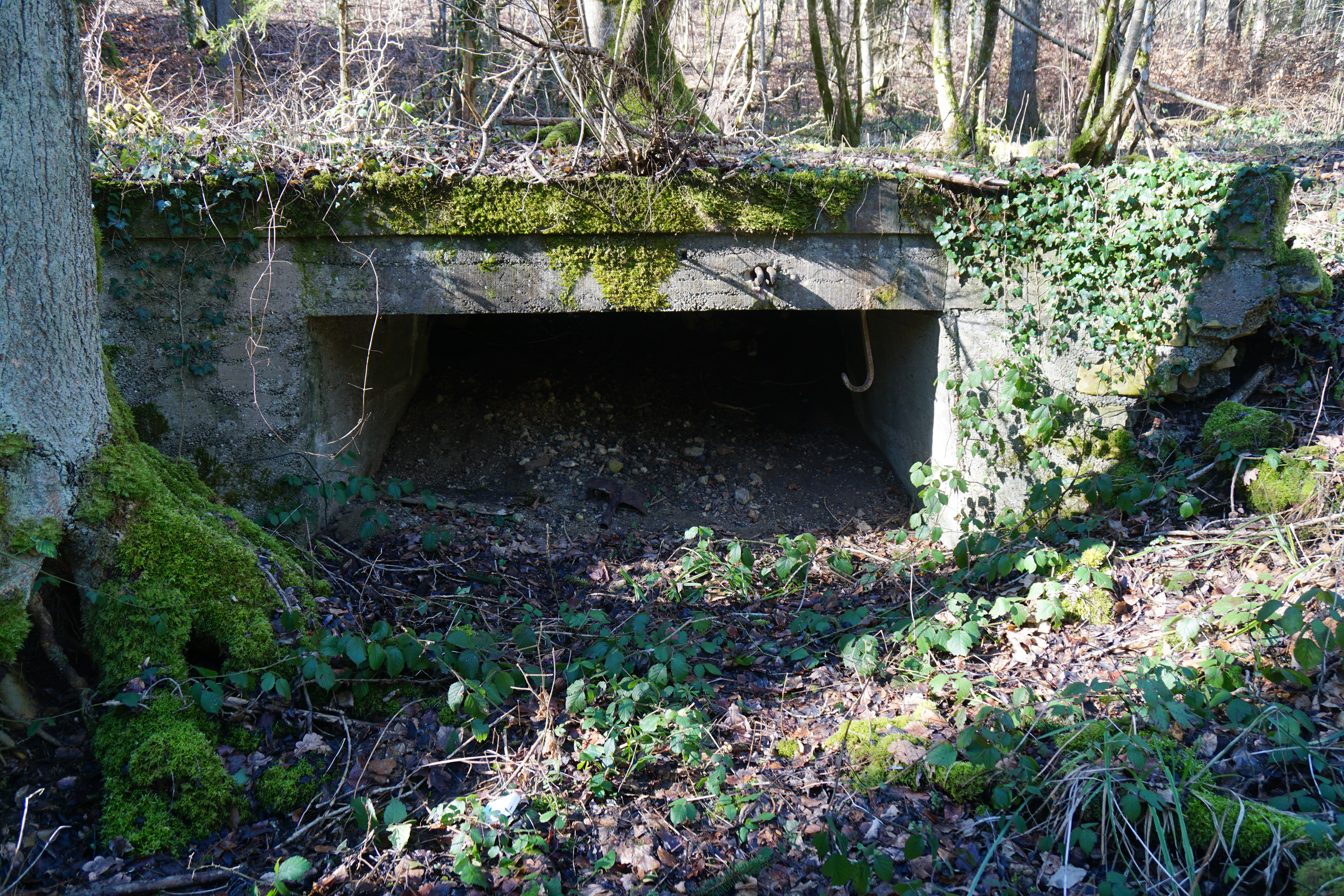
L'entrée bétonnée de la galerie.
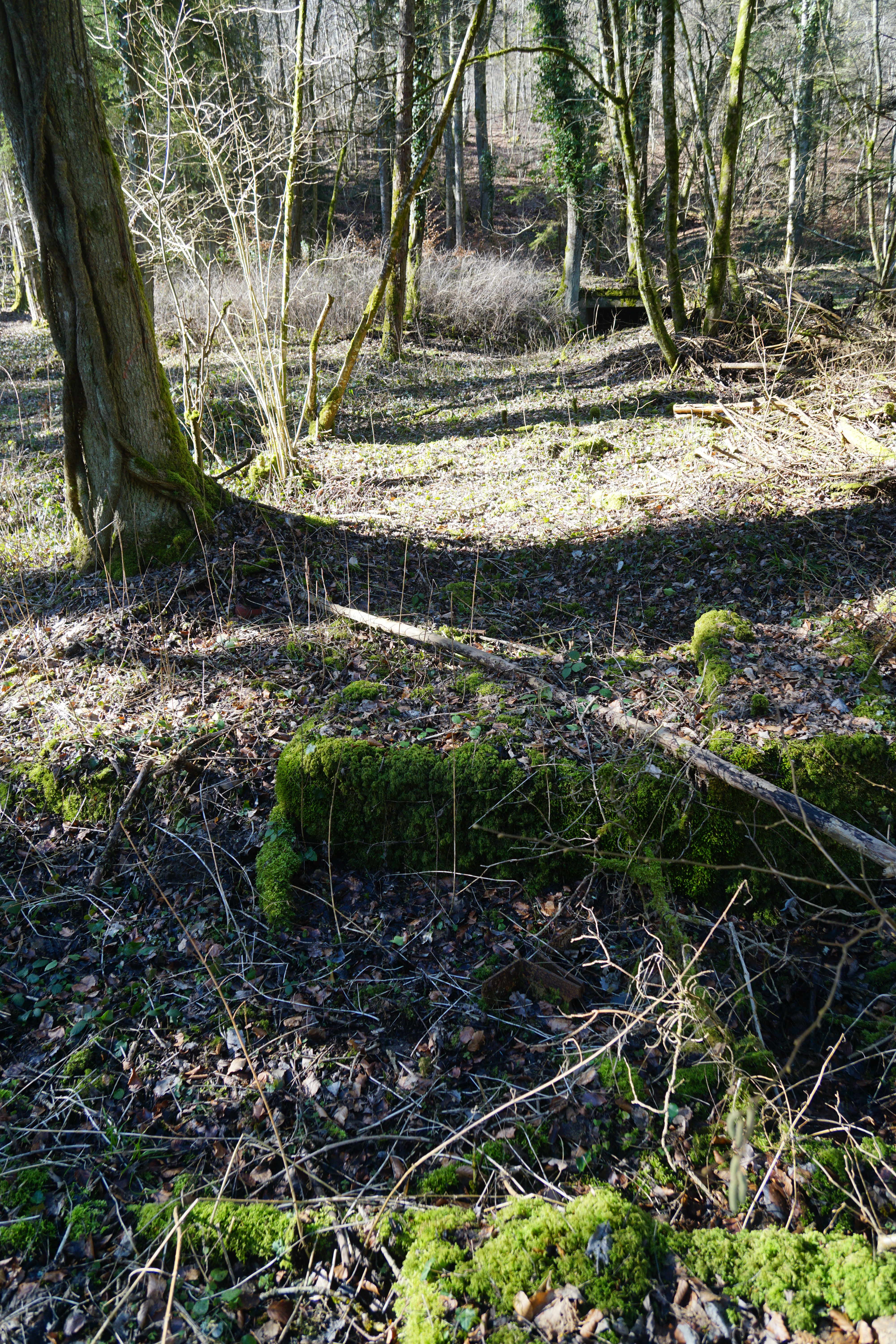
Emplacement du treuil.
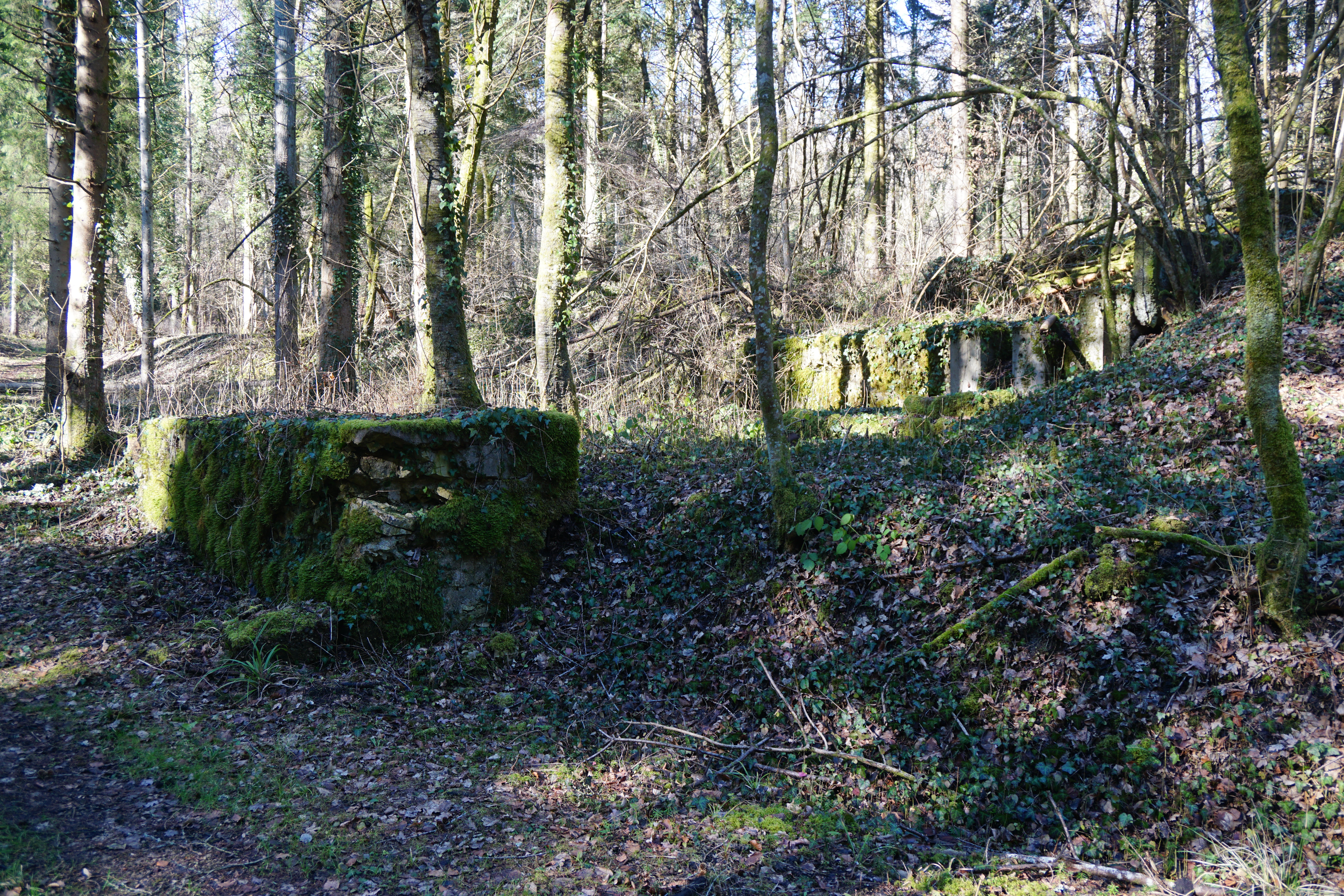
Les ruines des bâtiments.
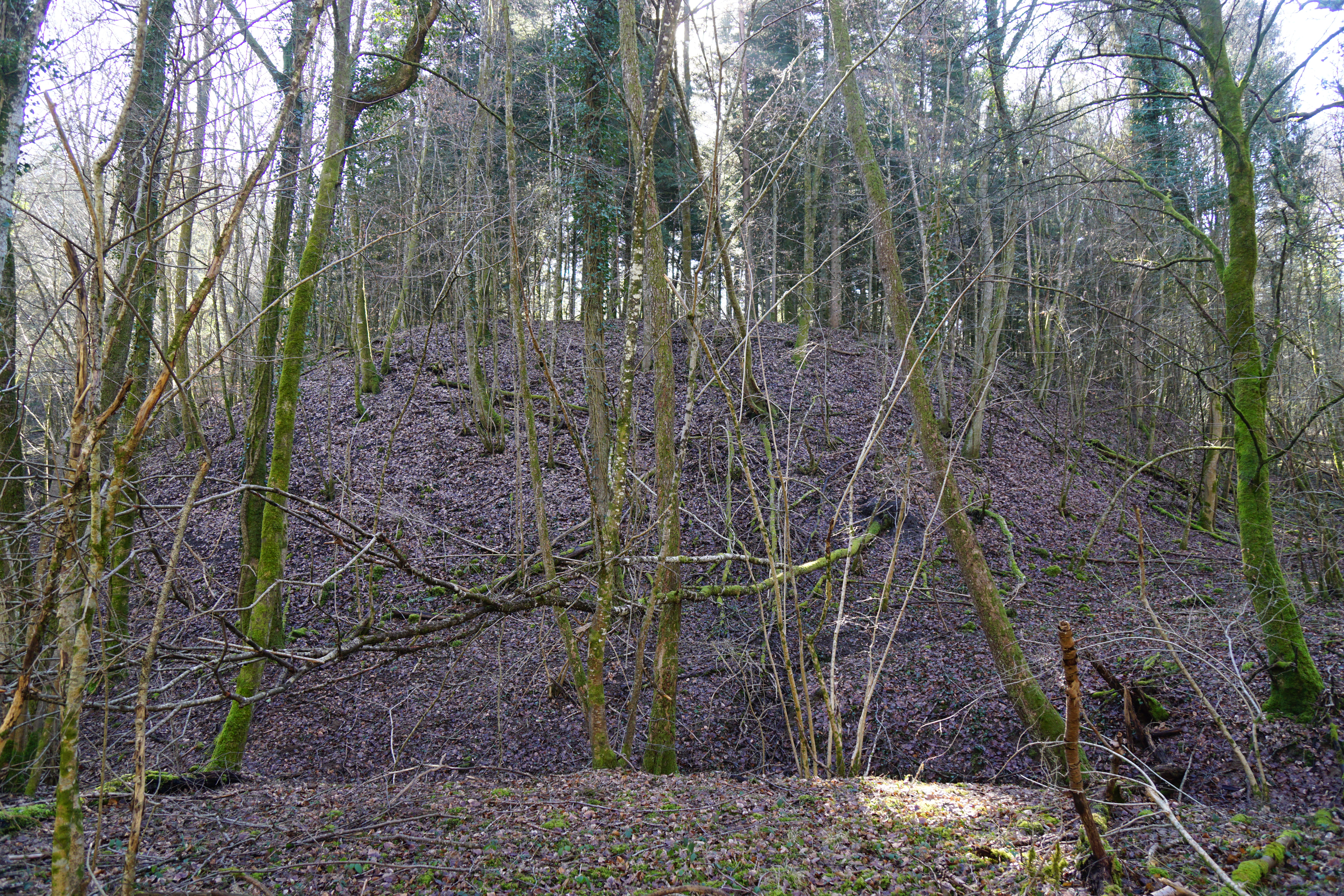
Extrémité haute du terril.
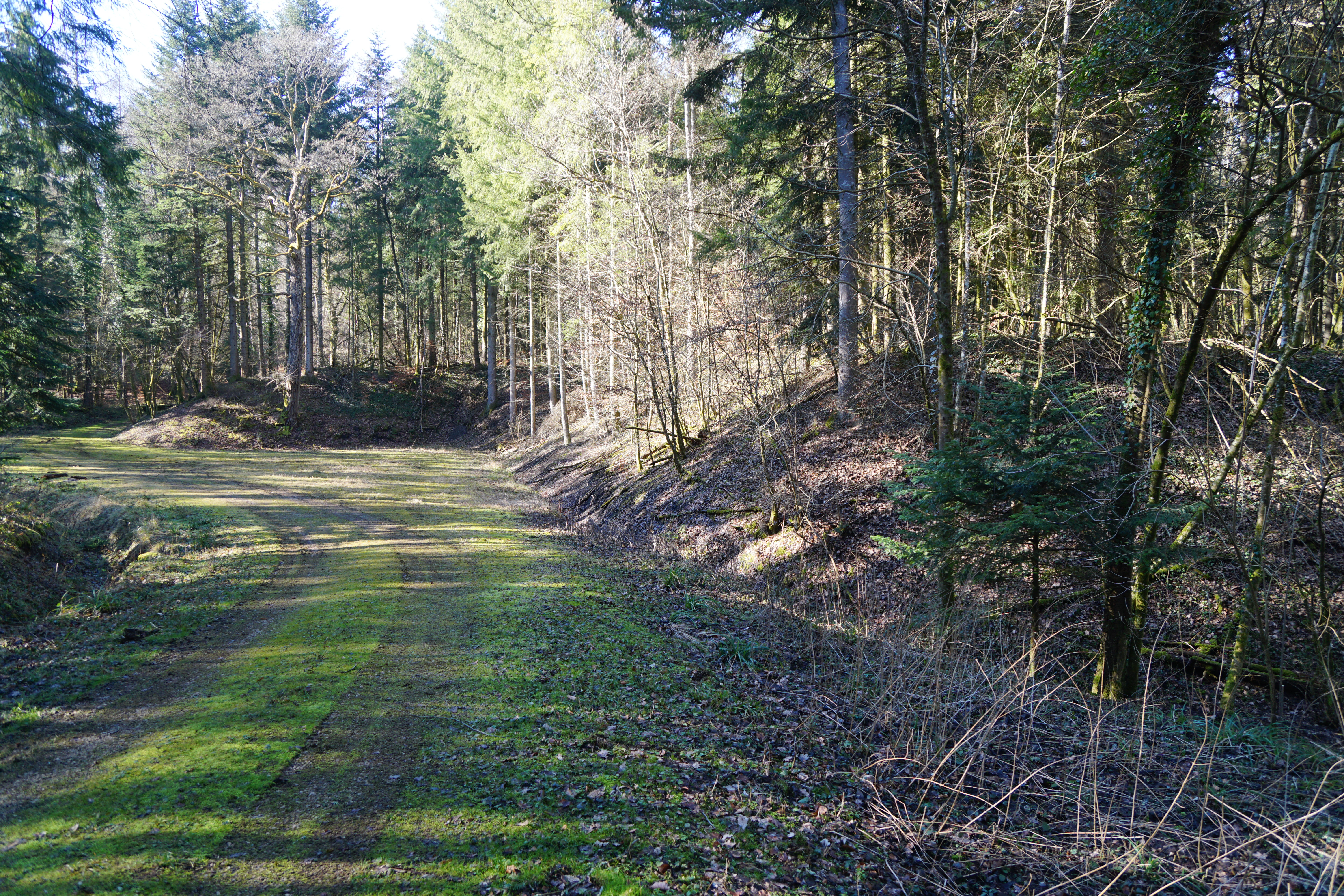
Le terril côté parking.

#### Lieux remarquables
- Le parc thermal de quatre hectares, principal lieu de promenade pour les curistes au cœur de la ville, abrite la source du Pavillon, le temple protestant construit pour les curistes anglicans en 1893 par l'architecte François Clasquin, et l'église orthodoxe construite en 1909[58],[59].
- Le site des lacs de la Folie : deux lacs (pratique de la pêche, pédalos), piscine découverte, solarium gazonné, aire de jeux, parcours de santé, arboretum.
- Le bois d'Hazau.
- Parc Bellevue.
- Usine d'embouteillage Nestlé de l'eau minérale naturelle Contrex.

### Personnalités liées à la commune
- l'écrivain-compositeur-chanteur Yves Simon passa son adolescence dans la commune; son père y était cheminot. En 1976, il chante Les Fontaines du casino de Contrexéville.
- le député Serge Beltrame a été maire de la ville.
- Adolphe Thiéry. Élu communal-médecin. (2 octobre 1846, Juvaincourt - 25 juillet 1899, Contrexéville) Alphonse Thiéry commence ses études classiques au collège de Lamarche (Vosges) et les termine à Nancy (Meurthe-et-Moselle). Il prend ses premières inscriptions à la Faculté de médecine nancéienne, puis à la faculté de Paris. Adjoint au service des hôpitaux de Nancy pendant la guerre de 1870, il reçoit les remerciements officiels du conseil municipal de cette ville. Les événements de la Commune l’ayant empêché de poursuivre ses études de médecine parisienne, il les termine à Montpellier (Hérault) où il est reçu docteur en médecine le 31 décembre 1872. Venu s’installer à Monthureux-sur-Saône (Vosges), le docteur Thiéry reste dans cette ville huit années, avant de se fixer définitivement dans les Vosges à Contrexéville (1880) et y découvre une source d’eau minérale à laquelle il donne son nom et qui ne tarde pas à acquérir une réputation universelle. Conseiller municipal de Contrexéville, ses collègues l’élisent maire de la station thermale.
- Frédéric Anton, chef de cuisine 3 étoiles au guide Michelin au restaurant Le Pré Catelan à Paris, est originaire de Contrexéville où il a passé toute son enfance. Il est aussi depuis 2000, honoré du titre de Meilleur ouvrier de France.
- Le DJ Compositeur-Producteur de musique électronique Erik Rug  y a vécu toute son enfance.

#### Curistes de renom
- Paul Thiry d'Holbach savant et philosophe matérialiste (1723-1789) ;
- la reine Isabelle II d'Espagne, fin du XIXe siècle ;
- Edmond Haraucourt, poète français. Une histoire d'amour à Contrexéville lui aurait inspiré son Rondel de l'adieu : « Partir, c'est mourir un peu » ;
- Ernest Daudet, journaliste et écrivain, en 1900 ;
- le shah de Perse Mozzafar-al-Din en 1900, 1902 et 1905 ;
- la grande-duchesse Wladimir de Russie (1854-1920) pendant une vingtaine d'années à partir de ~1900 ;
- Mohammed V, roi du Maroc, en 1933 ;
- Bourvil, acteur et chanteur, en ~1956 ;
- Léon Zitrone, journaliste, en 1980.

### Héraldique
| Blason | Blasonnement : D'azur à la fasce ondée d'argent, accompagnée en chef d'une aigle becquée et couronnée d'or, et en pointe d'un lion passant d'or sur sol de sinople, brandissant dans sa dextre un glaive devant le soleil d'or. Commentaires : L'aigle polonais est un hommage rendu à l'ex-roi Stanislas Leszczynski, duc de Lorraine, qui envoya le docteur Bagard, son premier médecin, étudier les propriétés des eaux de Contrexéville. Le lion brandissant un sabre et le soleil évoquent le drapeau de la Perse dont l'un des souverains suivit trois cures dans la ville, au début du XXe siècle. La bande ondulée transversale (l'onde d'argent, l'eau) symbolise la vocation thermale de la Cité. |

C'est par une délibération du 18 mars 1925 que le conseil municipal a décidé de doter la ville de ce blason accompagné de la devise « Fons non fama minor », qui peut se traduire par « La source n'est pas inférieure à sa renommée ».